# 新幹線0系電聯車
新幹線0系（日语：／ Shinkansen 0 Kei Densha）是日本新幹線的第一代車輛，於1964年東海道新幹線通車時投入服務。除了是日本新幹線列車的始祖，0系更是世界上第一種高速鐵路車輛。1965年獲鐵道友之會頒發第8屆藍絲帶獎，2007年8月入列為日本機械遺產。
0系由日本國有鐵道（日本國鐵）設計，並由六家公司（日本車輛製造、川崎重工業、近畿車輛、日立製作所、汽車製造（1972年和川崎重工業合併）、東急車輛製造（1970年加入）） 承造。在1963年至1986年間，分38批共生產了3,216輛，至今仍是產量最高的新幹線車輛。
日本國鐵分割民營化後，0系分配給繼承東海道新幹線的東海旅客鐵道（JR東海）和山陽新幹線的西日本旅客鐵道（JR西日本）繼續服務。雖然後來新幹線車輛一直有新型車輛登場，但0系並沒有完全退役，並繼續在山陽新幹線維持有限度的服務。2008年11月30日，服務44年的0系完全退出定期服務，並在同年12月14日服務最後的告別班次後正式退役。
0系的設計在當時是非常創新和具有速度感。採用和飛機（特別是客機）相似的車頭，加上藍色和白色為主色的簡潔塗裝，令人留下深刻的印象。另外，由於是首代新幹線車輛，加上長時間服務，0系在國內外都是新幹線，甚至是日本的象徵。在日本國內，不少新幹線有關的指示牌都會被加上0系正面的繪圖:56（現逐漸被更換為700系圖樣）。在其他地區，不少人收到的日本明信片都是0系（或其後的100系）在富士山下駛過的圖片:44。此外，0系也被視為日本戰後經濟快速增長時代的象徵。
除了日常服務外，0系也常由日本皇室徵召，供皇室人員使用和招待國賓。前日皇裕仁、前英女王伊麗莎白二世、前中国副总理邓小平等多國领导人均曾是0系的座上客。此外，0系也是不少日本電影、電視劇和小說的題材。

## 簡史
1950年代末期，隨著日本從二戰戰敗後逐漸復甦，對城際高速交通的需求逐漸擴大，其中來往兩大都會區——東京都區部和大阪市的需求最大。但原有以窄軌規格（後來被稱為在來線）建造，來往這兩個地區的東海道本線已接近飽和，無法再增加班次。當時日本國鐵內部普遍認為應在原有線路旁邊以相同規格（軌距1,067毫米的窄軌）鋪設新線，但總裁十河信二力排眾議，於1959年決定以標準軌規格建造新線，即為東海道新幹線。
列車的設計由當時的技師長島秀雄擔任總指揮。由於需要在5年內和東海道新幹線一起投入服務（需在東京奧運前投入服務），島秀雄決定不使用未經實驗的新技術。因此，0系可說是集日本多年鐵路技術大成的產物。1962年，製成兩列1000型實驗列車，在鴨宮實驗線區進行實驗，然後再根據實驗所得結果改良設計，最終於1963年投產，1964年10月1日和東海道新幹線一起投入服務。0系初期只被稱為「新幹線電車」（しんかんせんでんしゃ），一直到東北、上越新幹線的200系投入服務後，才開始被稱為「0系」。而官方內部名稱是「000系」，但沒有對外公佈。
0系初期統一以12輛編組運行，服務東海道新幹線的「回聲」號和「光」號班次。1969年，為了應付來年舉辦的世界博覽會（大阪萬博）中可能出現的人潮，日本國鐵決定將列車延長至最長的16輛編組來提高載客量。山陽新幹線開業後，0系的服務範圍也跟著擴展至該線的路段。其後於1975年山陽新幹線全線開業時在兩線直通運行的班次上增配豪華餐車，以提升服務品質。列車運行速度方面，0系的設計極速為時速256公里（1000型實驗列車的極速），開業時因路基未穩，運行極速為時速200公里，翌年被調高至時速210公里，1986年後再提升至時速220公里。
1976年，0系初期製車輛因為老化情況嚴重而需要提早退役，但因為各種原因（請參閱長期增造的原因段落），日本國鐵只能以新製的0系車輛取代需要退役的車輛。同時，因為沒有後備列車替代需要重組的列車，日本國鐵需要再增加3列新列車，令該年成為日本國鐵擁有的0系車輛數目最多的一年——合計有146列（H編組96列、N編組（其後的NH編組）3列、K編組47列），即共2,338輛。因為上述同樣的原因，雖然用以更換老化的0系車輛的100系於1985年投入服務，但0系的增造並沒有立刻停止，反而持續至日本國鐵民營化前夕（1986年4月）。
其後由於新型車輛陸續登場，老化的0系車輛逐漸被拆毀退役，剩下的部分在國鐵分割民營化後被接手經營的JR東海和JR西日本改造，換上更好的座椅以提升服務質素。1999年9月18日，JR東海最後一班以0系服務的定期班次——「回聲」473號（YK8編組）完成後，0系正式退出東海道新幹線服務。YK8編組其後被用作來往新大阪站和「鳥飼基地」，運送車長和職員的回廠列車，一直到2008年才真正的退役。至於JR西日本的0系列車，則繼續服務山陽新幹線。但同樣地，0系列車服務的班次逐漸被新型車輛取代，0系其後被縮編為4輛或6輛編組，服務線內運行距離較短的班次。
進入2000年代，絕大部分0系車輛已經退役。2007年12月19日，JR西日本宣布於2008年11月30日讓0系退出定期班次的服務。此後於12月6日、13日和14日加開告別班次。12月14日，最後一班告別班次「光」347號完成服務，在歡送聲下駛回車庫，為44年的長期服務畫上完美的句號。
退役了的0系車輛雖然大部分已被拆毀，但其中少部分車輛獲得保留，被保存在日本各地的博物館。此外，JR西日本於2001年將一輛0系的車頭贈予英國約克郡的大英鐵路博物館。另外，由於獲得臺灣高速鐵路的建造合約，JR西日本也把一輛0系的車頭贈予台灣，作為建築界限測量車:16。有關被保存車輛的資料，請參閱保存車輛段落。

### 長期增造的原因
由於只有少於5年的開發時間，0系的初期設備只能沿用1000型實驗列車中表現較佳的設備。當時日本國鐵打算讓0系作短期的實驗性服務，在獲得實際運行的經驗後再對0系的設計進行修改，並推出新型車輛來取代0系。此外，隨著當時政府計劃建設全國新幹線網，全部路線均以25,000伏特，頻率50/60赫茲的交流電來進行電氣化，日本國鐵也以0系的規格製造了951型和961型實驗列車:14－15。按照實驗結果，日本國鐵其後製造了供東北、上越新幹線使用的200系:18－19。
0系的設計使用年限為20年，但由於長時間以高速行駛令車體和設備急速老化，在1976年開始對初期製造的車輛進行法定全車檢查時，發現有部分老化情況嚴重而需要退役。可是日本國鐵受勞資糾紛和財政狀況惡化所影響，令鐵路車輛技術的研發受阻延。加上當時工會均認為0系性能穩定，已達到當時建造新幹線的目的，故一直反對日本國鐵開發新型車輛。結果日本國鐵只能繼續生產新的0系車輛，以取代因老化而退役的初期製車輛。最終因為車輛的老化程度不一，令列車中編有不同時期生產的車輛的情況時有發生，而列車編組方面，在改編時也要考慮不同時期製造的車輛之間的設備相容性。
因為以上原因，0系在長達23年的生產期內共有38個批次。而在以新車輛更換舊車輛的過程中，基本設計雖然沒有重大改變，但每次增造時均會引入新的技術和改良安裝的設備，使列車的性能和舒適性能持續提高。結果除了基本番台「0番台」外，也產生了兩種番台區分「1000番台」和「2000番台」。詳情請參閱番台段落的敘述。

## 車輛構造

### 車體外觀

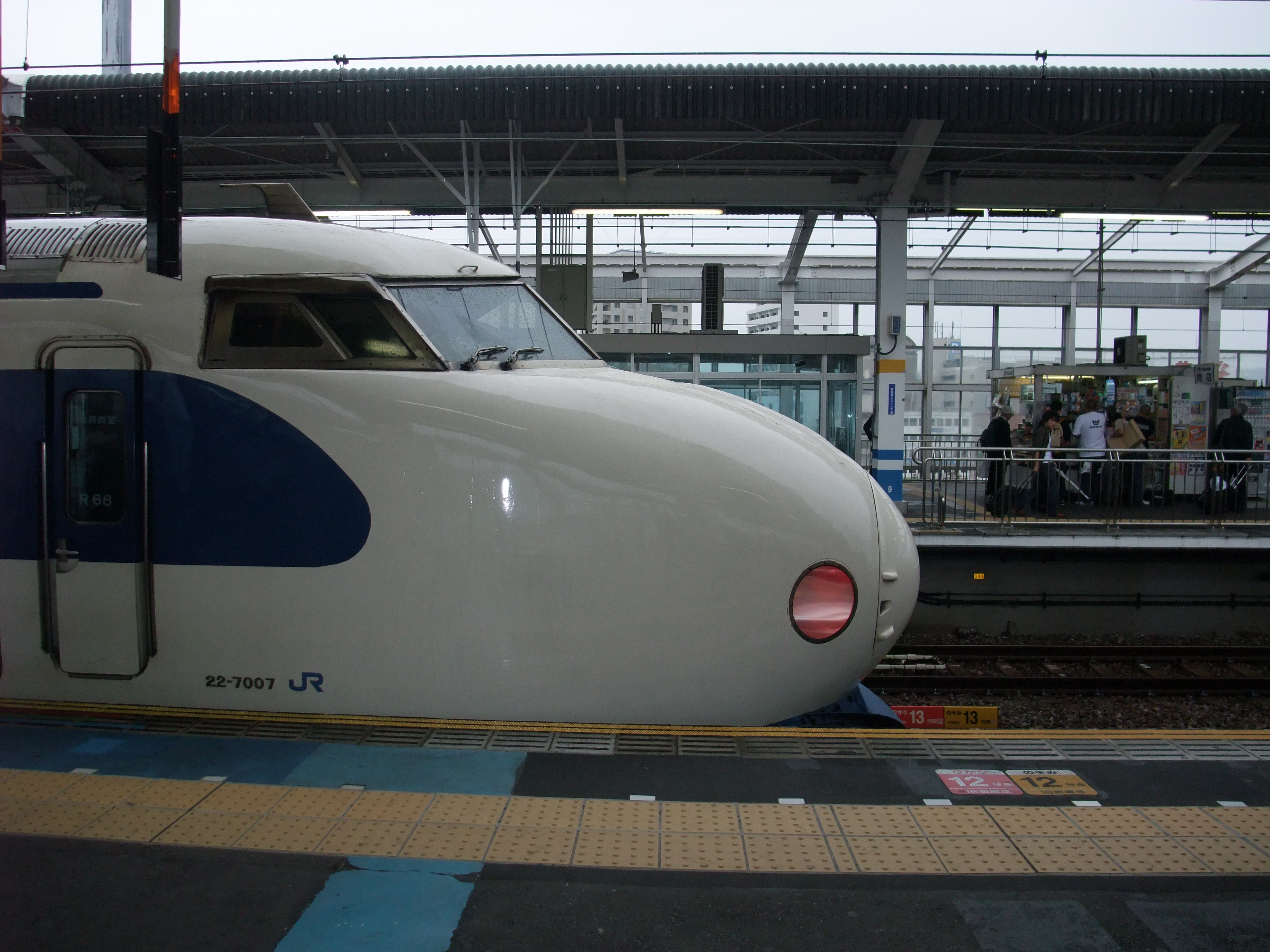
駕駛室和「光前頭」結構

0系車輛長25米，闊約3.4米，比一般日本在來線車輛長5米和寬0.5米。車廂地板離地1.3米，也比一般車輛離月台較高。車體以碳鋼製造，因此車輛平均重量達64噸。0系採流線型設計，其中和飛機的駕駛艙相似的駕駛室和前頭部分是設計者前日本海軍技術少佐三木忠直從二戰時他負責設計的銀河轟炸機引進的。
0系車輛的最前部分有一個半圓形的蓋板，開發時曾打算作為主車頭燈（通稱為「光前頭裝置」（ひかり前頭装置））。當時的蓋板以半透明的壓克力製造，在安裝了螢光燈後，可擴大列車在夜間行駛時駕駛的視野。但是試車時蓋板常因撞到雀鳥而損毀，加上螢光燈的亮度不合預期，因此日本國鐵最終決定放棄光前頭設計，將原有空間安放緊急牽引用车钩，蓋板則改以不透明的玻璃纖維強化塑膠製造，並在原「光前頭」兩旁加裝一對車頭燈（共兩對）作為彌補。這兩對車頭燈在逆向行駛時，燈罩內的紅色透明片（初期製造車輛的是蝴蝶形，後期的則是半圓形）會蓋在燈泡前，以達到和紅色尾燈相同的效果。
光前頭下方安裝了排障器，以排除任何掉在軌道上的障礙物，避免列車在高速運行時撞上導致出軌。冬季的時候排障器也能排除軌道上的積雪，令列車能正常運行。排障器也是列車的擾流器，避免列車在高速運行時被在車廂下方形成的氣流捲起。此外，排障器改變空氣的流動方向後，也能避免安裝車廂下方的設備積聚塵埃。排障器的設計參考了小田急首代浪漫特快列車3000系「SE」
和日本國鐵151系的排障器設計再加以強化而成，初期和車體一樣為鋼製，第22批車輛起改用鋁製造。
駕駛室上方倒「L」字型的薄鐵板是靜電釋放條，同時也有檢測架空電纜電壓的功能。這個形狀和試製車1000型大有不同的設計現已成為新幹線車輛系列的商標。雖然在其後不同型號的車輛的安裝位置會有差異，但其形狀至今（N700系）都沒有很大的變化。
0系初期曾使用當時日本特急列車普遍使用，用以顯示列車級別、班次名稱、編號和目的地的鐵板。但因為高速運行時會有飛脫的可能性，另外班次增加令鐵板的使用複雜，加上常被乘客偷去，所以日本國鐵決定只顯示列車目的地。其後山陽新幹線運行令列車運行系統更為複雜，最終日本國鐵決定採用電動方向幕來解決問題。在新製車安裝電動方向幕的同時，日本國鐵也為已投入服務的車輛進行更換工程，並於1976年完成。自此，其後的型號均採用電子方向幕。

#### 車體塗裝
參與0系設計的日本國鐵副技師長星晃曾表示，0系的原色塗裝是參考泛美航空航機的塗裝和hi-lite牌香煙的包裝紙設計而成的:36－37。車體主色為乳白色，車窗附近則塗上日後新幹線專用的「新幹線藍」色（青20号），兩種顏色分別代表白雲和藍天。1988年開設的「西日本光」號班次所使用的0系列車的車體主色改採100系的淺白色，其他車輛則自1995年起陸續更改塗裝。至於塗裝設計則分兩種，普通塗裝是0系原有塗裝的設計，「西日本光」號的0系則參照100系塗裝，在車窗下方的藍色塗裝中間加上一條白線。
2002年，JR西日本旗下的0系車輛完全退出光號班次的服務，改為服務回聲號的班次。塗裝也更換成灰色和螢光綠色的新塗裝。2008年，在0系完全退役前，JR西日本將三列用於告別班次的列車塗上開業時的塗裝。有關0系塗裝的變更，詳細請參閱R、WR編組和復舊工程段落。

### 客室設備

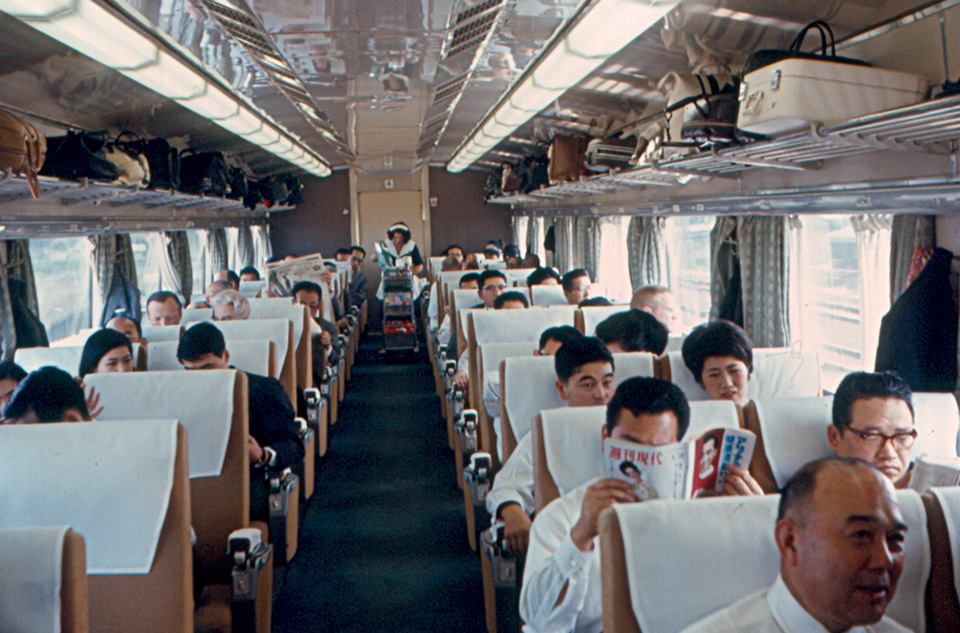
新幹線0系車輛一等車廂內裝（攝於1967年5月8日）

0系車輛大部分在車身兩邊設有兩道車門，例外的包括型號為15型的綠色車廂（1969年前稱為一等車廂）、自助餐餐廳和普通等車廂各佔一半空間的35型合造餐車和36型獨立餐車。15型只在靠近博多一邊的車廂設有車門（另一邊則是洗手間），35型在車輛中間和靠近東京一邊的車廂設有車門，36型則只設餐廳專用門，不設車門。
0系的車廂離地面較高，為了在事故時疏散乘客，0系車廂中央的兩側各設有一道逃生門，但其後因為新幹線的安全度高，逃生門的設計在2000番台被取消。日本國鐵民營化後，接手的JR東海和JR西日本為了減慢車身的銹蝕速度，均取消其餘車廂的逃生門，但兩家公司採用的方法則各有不同。JR東海將逃生門拆下，然後以新鋼板和車體焊接起來，完成的車體比較平滑；JR西日本則使用較簡單的工序，只拆下逃生門的把手，然後把逃生門跟車體焊接。
空調系統安裝在車廂頂部，為熱泵式設計，用以調節車廂溫度（冷熱兩用）。車廂另有一套空氣交換裝置（車廂頂部進氣，車廂底部、洗手間排氣），除了協助車廂內外的空氣對流外，還用以調整車廂內的氣壓。但當列車高速駛進隧道時，因為隧道的氣壓不同而令車廂內的氣壓急劇改變，結果令乘客出現耳鳴的現象，減低乘搭的舒適度。為避免出現這個現象，0系車廂採用氣密構造（車窗採用固定型窗戶，車門則在時速30公里以上時被車廂內的氣壓固定）以穩定車廂氣壓，並安裝新的信號標，讓列車駛進隧道時自動關掉空氣交換裝置。其後山陽新幹線開業，由於路線中的隧道較長，長時間關掉空氣交換裝置會令車廂內的氧氣不足。為解決這個問題，日本國鐵開發了「連續換氣裝置」，利用高壓送風機減慢急劇的氣壓變動，令列車在隧道內也能繼續空氣對流過程。連續換氣裝置由第14批車輛（於1973年出廠）開始採用，此後製造的車輛全數投放於服務山陽新幹線（或直通東海道新幹線）的「光」號班次，而舊有的車輛則被限制於岡山以東路段服務。其後因為「回聲」號用列車重組，新登場的S編組和其後的Y編組中如編有沒安裝連續換氣裝置的車輛，其編組編號需在原編組號碼加上50以玆識別。
車窗方面，為了避免乘客因看到列車快速移動而感到不安，0系和其後的新幹線車輛一樣，將車窗安裝於較高的位置，令乘客只能看到移動速度較慢的遠景。初期普通車廂的車窗採用151系每兩排座位共用一個闊車窗的設計（綠色車廂的車窗則是每排座位一個），其後為了防止碎石等物體擊碎車窗和減低更換車窗的費用，1000番台車輛改採每排座位安裝一個小正方窗，2000番台則加闊1000番台的車窗。這個設計成為日後新幹線系列車輛車窗的標準。另外，2000番台簡化了車廂的設計，將車窗的窗框改採玻璃纖維強化塑膠組件，並取消窗框下放擺放飲品的小架子，結果受到乘客的批評。
洗手間每兩個車廂設有一組，有別於其後每個車廂均設有洗手間的設計。這是因為0系的初期設計是依靠安裝於車廂底部的槽來儲存洗手間的污物，待列車回廠後再集中處理。可是因為污物槽的容量不大（列車來回東京和新大阪一次便已填滿），使列車調度困難。日本國鐵最終決定在車上安裝過濾器，將沖廁水過濾後循環再用，以減少列車回廠的次數。這樣才能令其後的車輛能在每個車廂均設有洗手間。初製車輛的洗手間均安裝兩個蹲廁（日本稱為「和式座廁」）、一個男性用便盤和兩個洗手台。其後因為坐廁（日本稱為「洋式座廁」）逐漸普及，新製車輛也逐漸將其中一個蹲廁改為安裝坐廁。在更後期製造的37型餐車更設有無障礙洗手間，供有身體障礙的乘客使用。
除了洗手間外，0系部分車廂內也設有電話亭、飲水機和售賣紀念品的商店。

#### 座椅構造

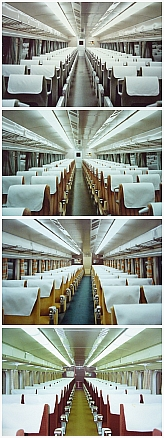
日本國鐵時代0系的各種座椅：（由上至下）普通車廂座位（初期型、後期型）、綠色車廂座位（初期型、後期型）

為了增加列車的載客量，0系的普通車廂（1969年前稱為二等車廂）採用每行3+2的座位配置（靠海一邊為3個座位），使普通車廂一直都比較擠迫。另外，由於開業前曾有將普通車廂命名為銀級車廂、綠色車廂命名為金級車廂的提議，因此絲絨椅套的顏色也有作出配合：普通車廂為灰色或藍色，綠色車廂為橄欖金色。
初期製普通等車廂均採用固定式座位（型號：W-12、W-70），當列車的行駛方向改變時，準備時需將所有椅背推到面向列車前進的方向，以避免乘客逆向乘車造成不適。其後第14－29批車輛的座椅使用了更高的椅背來提升舒適度。1981年起生產的2000番台車輛則改採東北新幹線用200系的橙色可旋轉及可調整角度的座位。但由於靠海一邊的3人座位太闊而不能在車廂內旋轉，經乘客問卷調查後決定將3人座位固定，分別面向車廂兩端（日本稱為配置），令列車前進時始終有一半乘客面向前進的方向。同時，已投入服務的車輛也順次更換新座椅。被拆除的固定式座椅其後被用作在來線車輛的優先席，令優先席有「銀色座位」的別稱。座位距離方面，初期製和1000番台車輛為940毫米，2000番台車輛則擴闊至980毫米。
日本國鐵民營化後，接手經營的JR東海和JR西日本均有提升座位的品質。其中JR東海將其用於「回聲」號班次的Y和YK編組中部分普通車廂（9－12號車）提升至每行2+2的配置，並改為對號座位車廂。而JR西日本則將SK編組（2008年時為R編組60番台，6輛編組）所有座位均提升至每行2+2的配置，然後投放在新開設的「西日本光」號班次。由於更換座位時沒有更改車廂門戶的位置，因此門戶不是正對著通道的中央。
綠色車廂（1969年前稱為一等車廂）在投入服務時已採用每行2+2的座位配置，座椅（型號：R-25）均可以調整角度及旋轉。和普通車廂的座椅一樣，1981年起逐漸改用200系綠色車廂的酒紅色座椅（型號：R-32）。綠色車廂的座椅距離為1,160毫米。

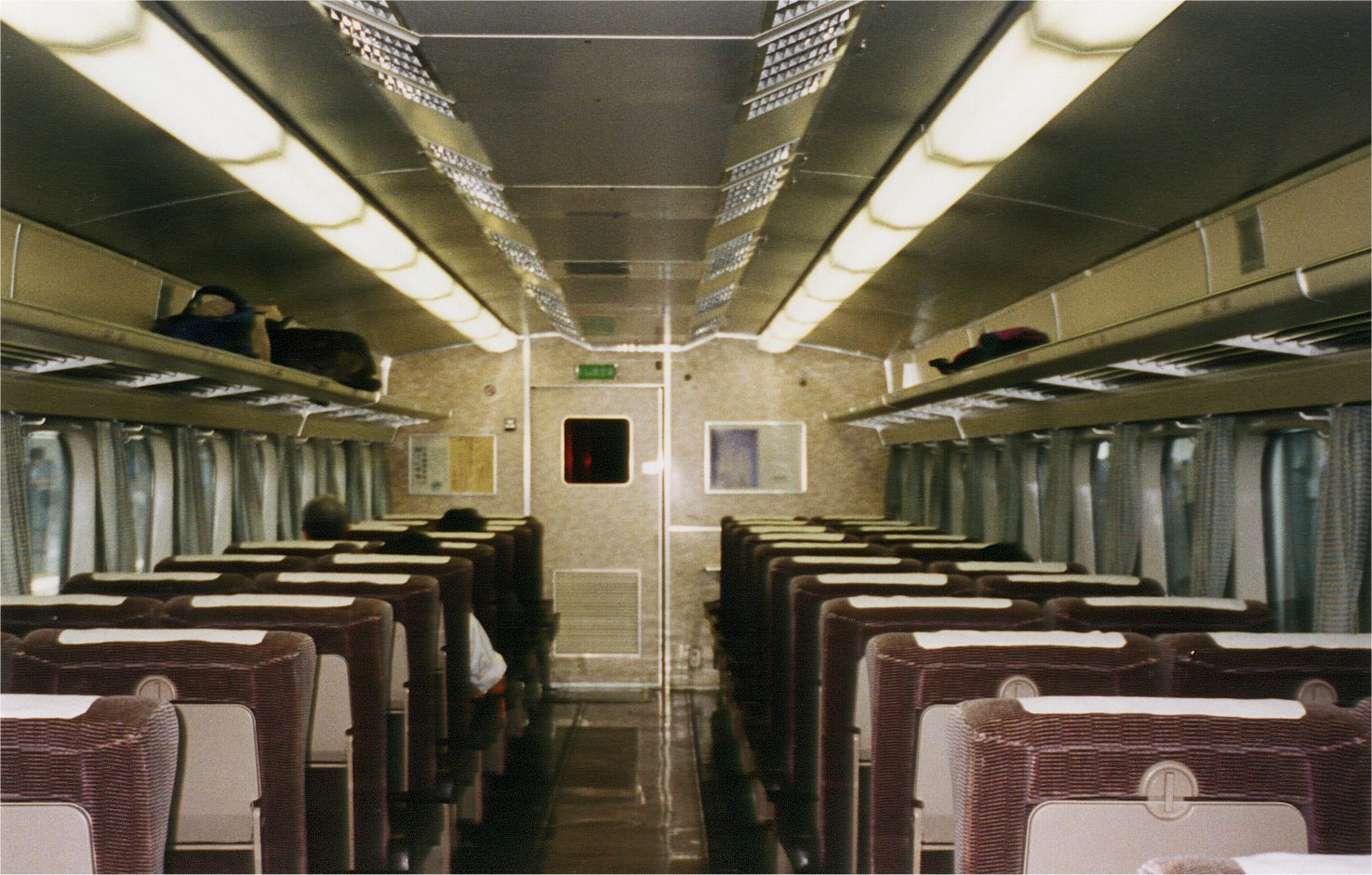
東海道新幹線服務末期的2+2座椅
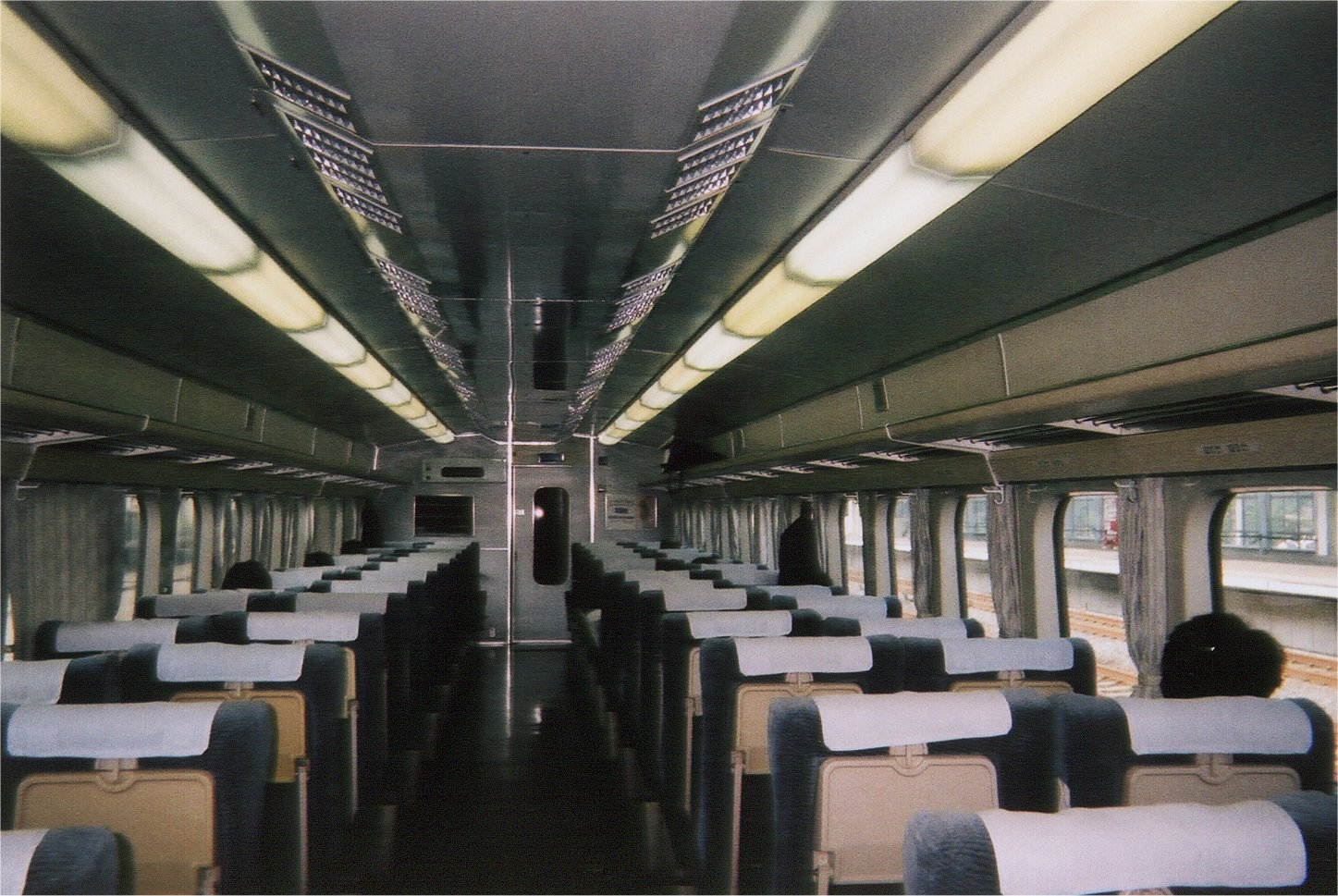
山陽新幹線服務末期的2+2座椅
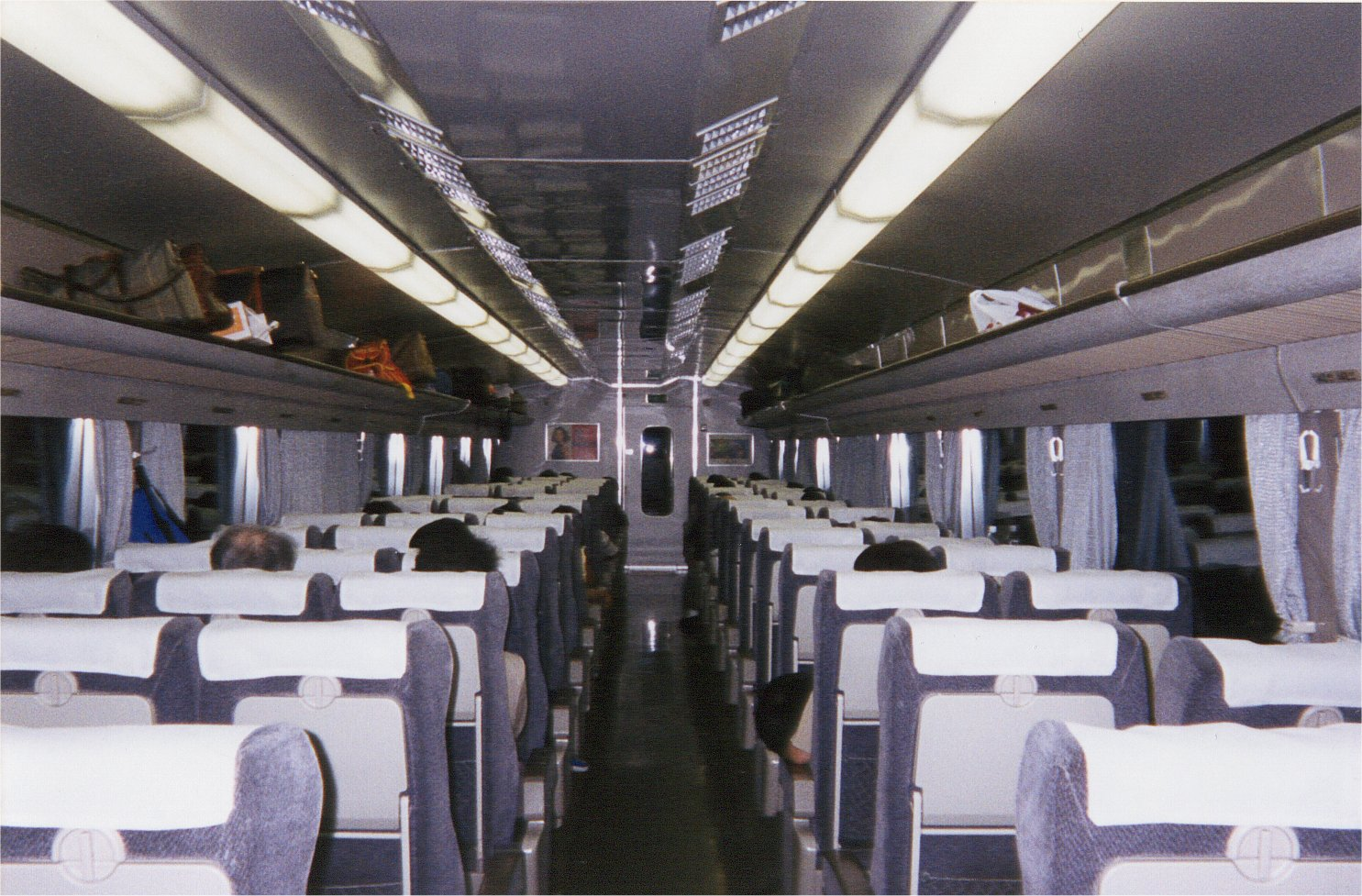
最後一輛0番台27型普通車廂
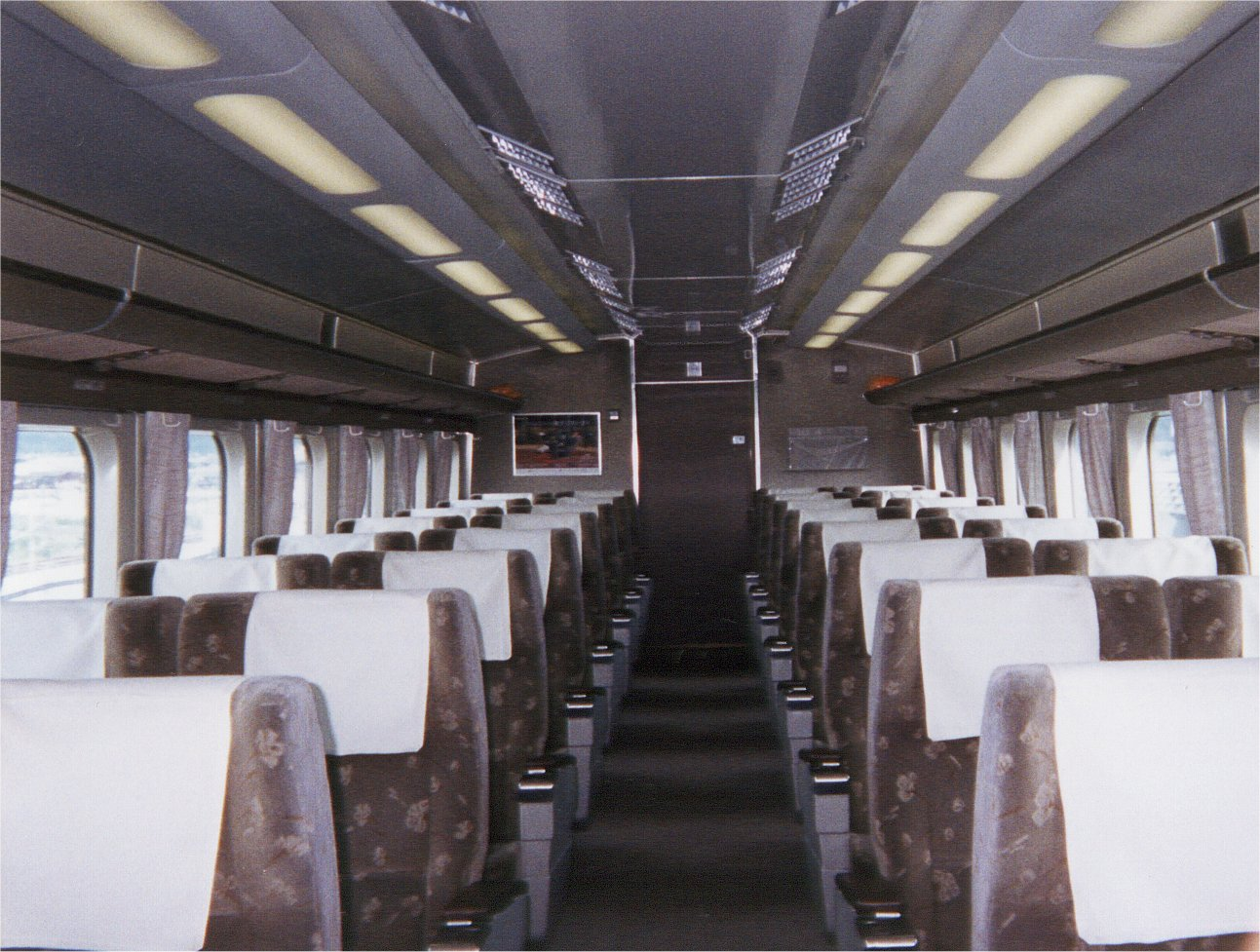
最後一輛15型綠色車廂
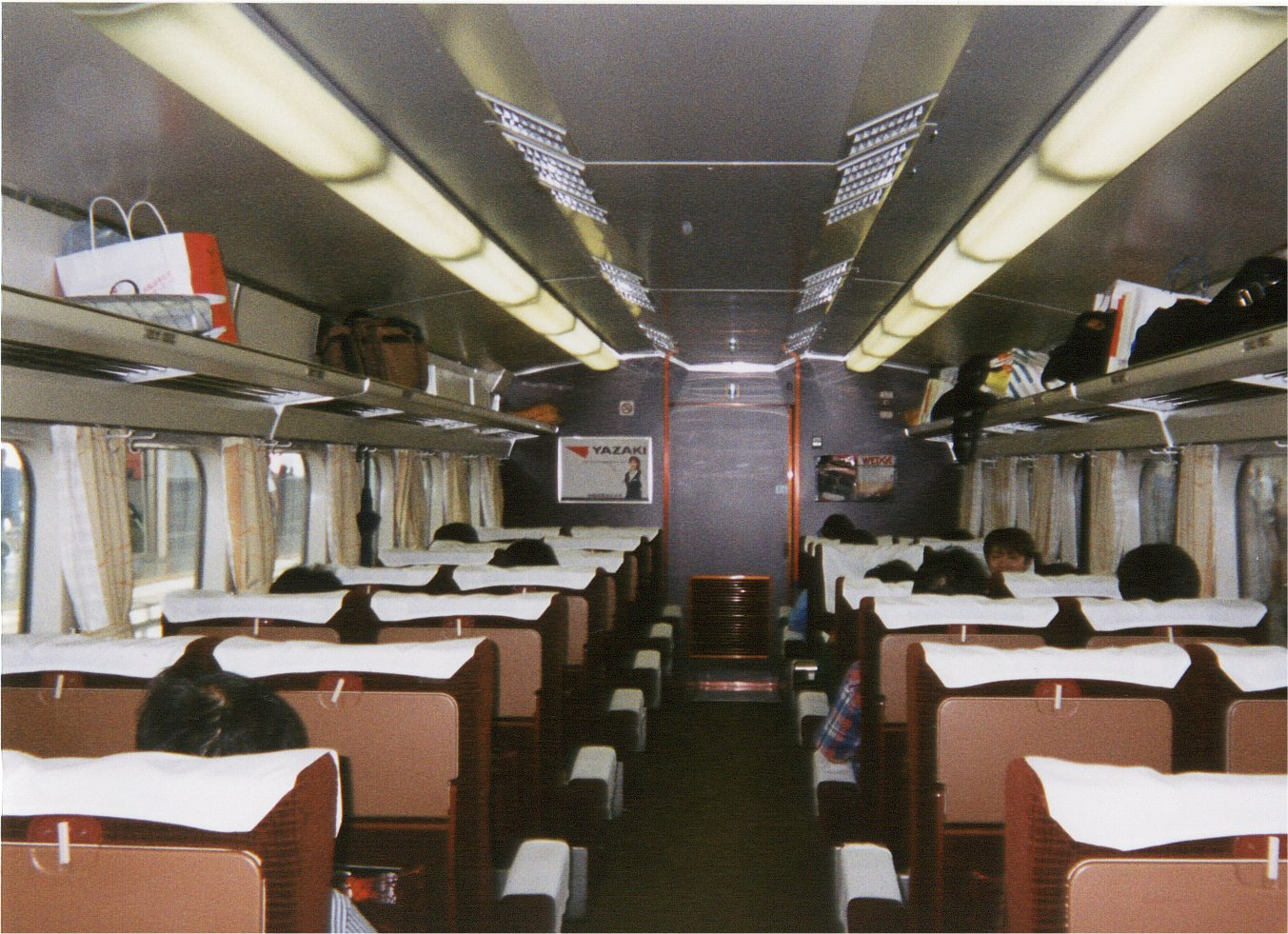
東海道新幹線服務末期的綠色車廂
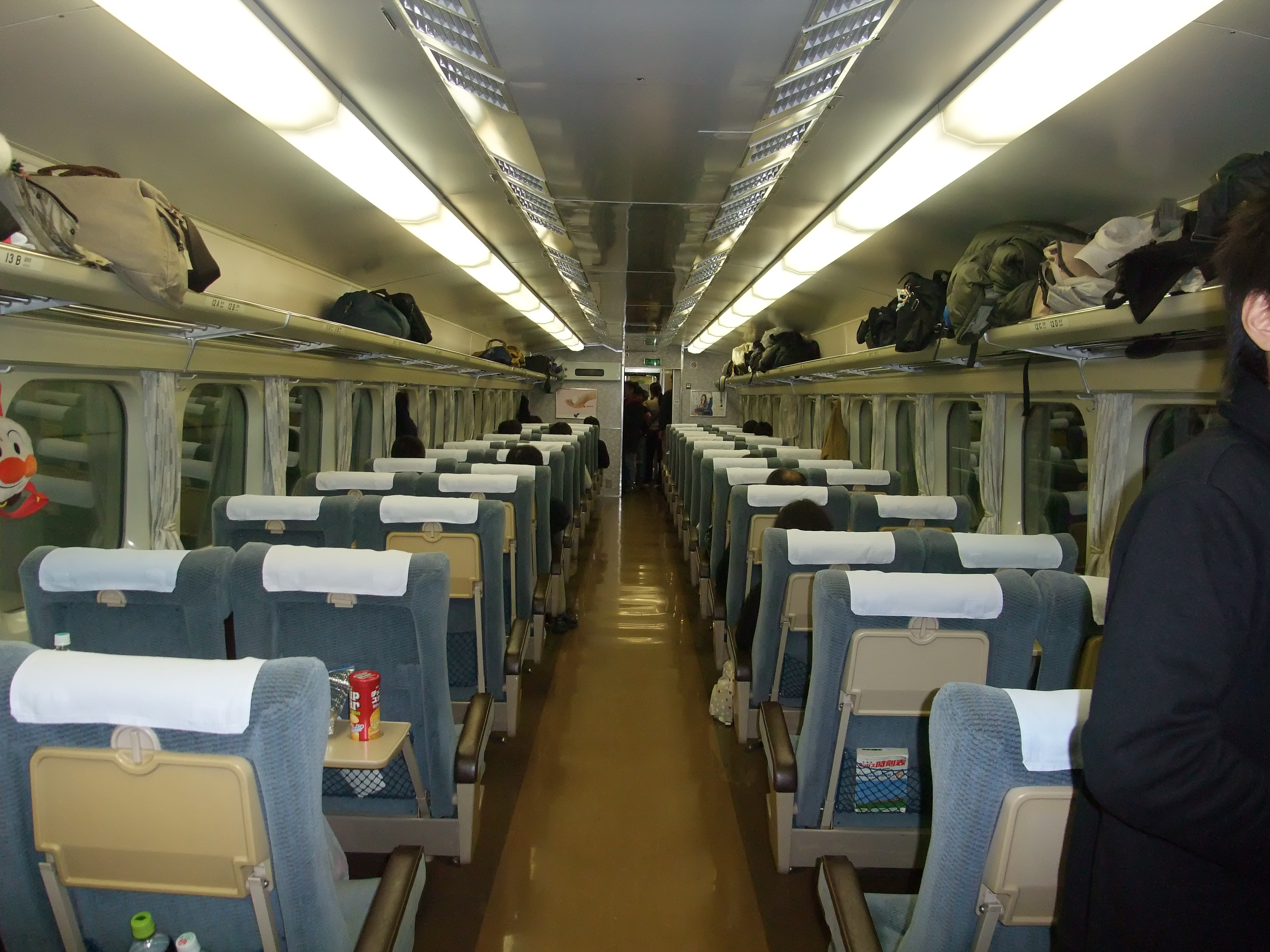
最後告別班次的車廂
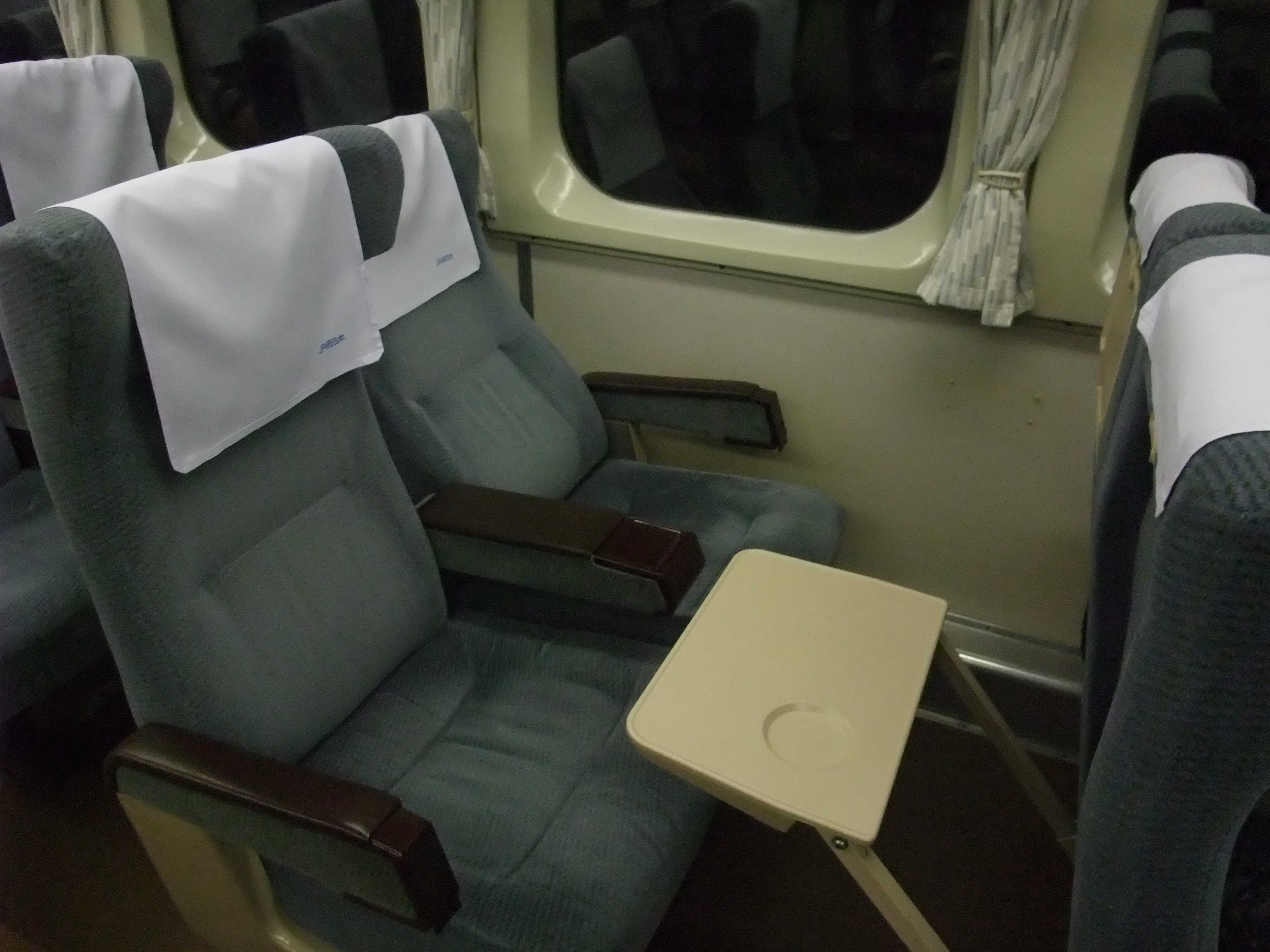
2008年0系的座椅

#### 餐車
0系投入服務初期已設有餐車，但只是提供自助餐的餐車（型號為35型），分別位於5號和9號車。兩個餐廳因為預定服務的對象不同（5號車服務普通車廂乘客，9號車服務綠色車廂乘客），餐廳的裝潢也因此有所不同。1969年，為了增加列車載客量以應付大阪萬博的人潮，日本國鐵決定將全線「回聲」號用列車的5號車換編設有商店的普通車廂（型號為25型400番台），成為其後「回聲」號用列車的正規編組方式。但在1980年9月前，仍有17列「回聲」號用編組還採用兩輛餐車的編組方式。1972年山陽新幹線（大阪－岡山段）開業後，0系從第22批製造車輛開始讓不設座位的自助餐餐車（型號為37型）取代原有的35型。這些自助餐餐車的餐廳只佔車廂的部分空間（35型：一半空間、37型：三分之一空間），其餘空間為普通車廂。
日本國鐵民營化後，JR西日本開設名為「西日本光」號（ウエストひかり）的班次，利用較佳的車廂和服務來吸引乘客。當時服務「西日本光」號的列車均編上新型自助餐餐車，提供咖哩飯等簡單的菜色。這些自助餐餐車均由37型自助餐餐車改裝而成，原有的普通車廂座位全被拆走，並擺放桌椅，成為用餐區，讓乘客可以直接在該車廂進食，不再需要把食物帶回座位。2000年「西日本光」號被新開設的「光號鐵路之星」（ひかりレールスター，以700系7000番台服務）取代後，自助餐餐車因此停業了。部分自助餐餐車其後因要提高列車的載客量而被其他普通車廂取代。最後一列編有自助餐餐車的R62編組已經於2008年3月14日退役，並於3月28日被拆毀。
至於較豪華的36型獨立餐車，則於山陽新幹線全線開業後編入「光」號用的H和NH編組（位於8號車）。車廂分為兩部分，向山的一邊被闢為通道，以分隔用餐和途經餐車的乘客。而餐廳和通道間的分隔牆不設窗戶，避免用餐的乘客受騷擾。可是用餐的乘客都抱怨這樣令他們看不到富士山，所以從1979年開始，日本國鐵就在分隔牆上加設窗戶。1995年1月17日阪神大地震發生後，姬路至新大阪一段高架路段因倒塌或橋墩受損而被關閉。當時在姬路至博多路段服務的0系都把餐車停業，而當列車服務恢復正常後亦未有復業，令餐車於1月16日悄悄結業。

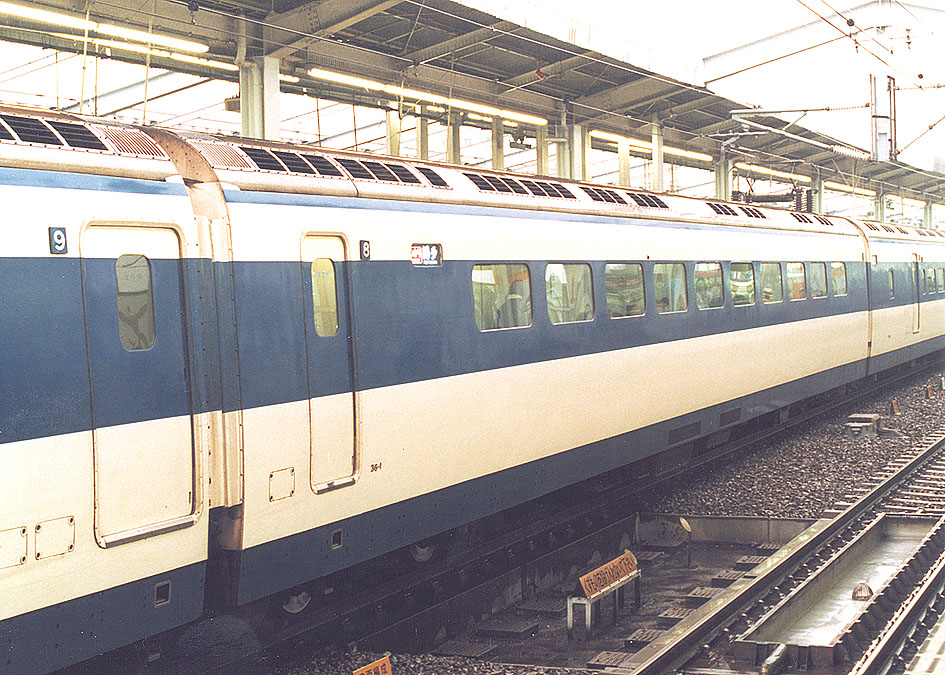
36型獨立餐車外觀
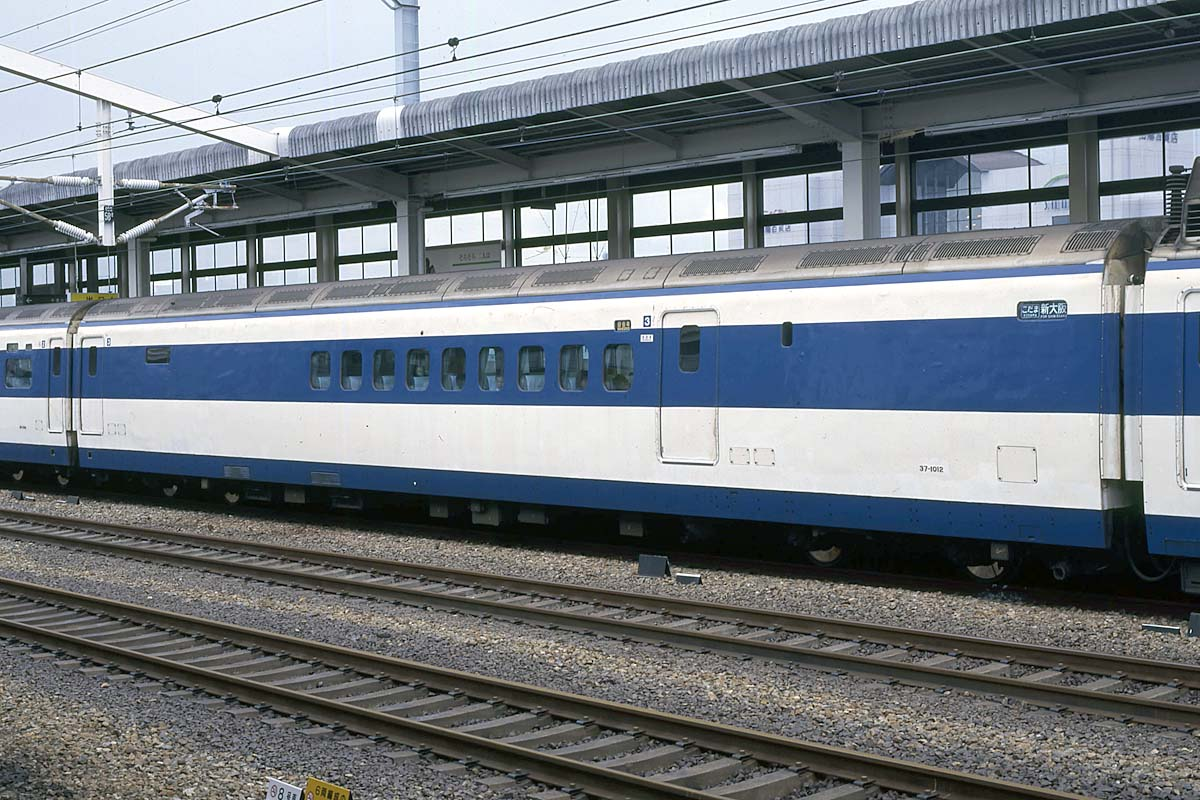
37型自助餐餐車外觀
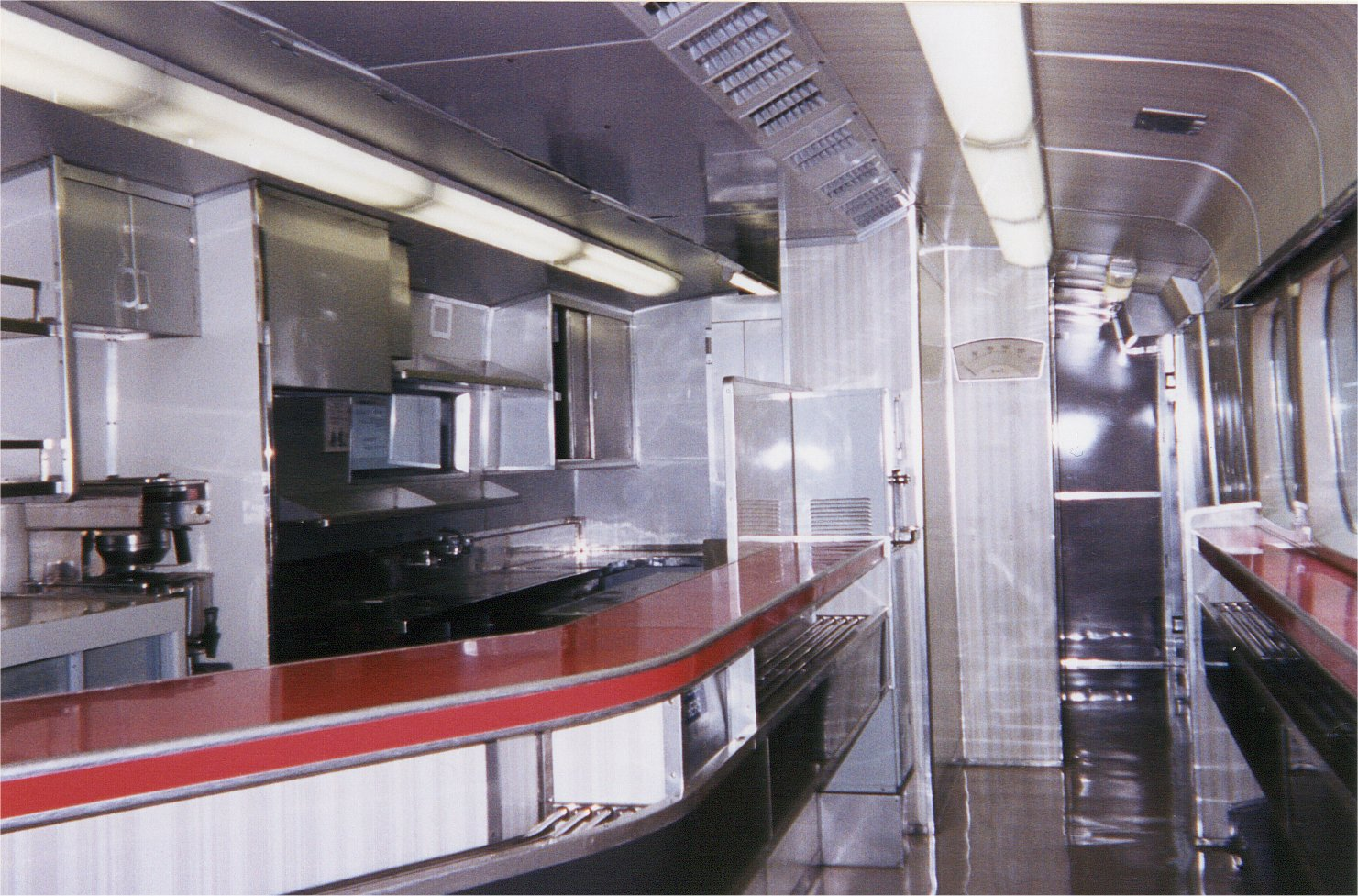
37型自助餐餐車內部
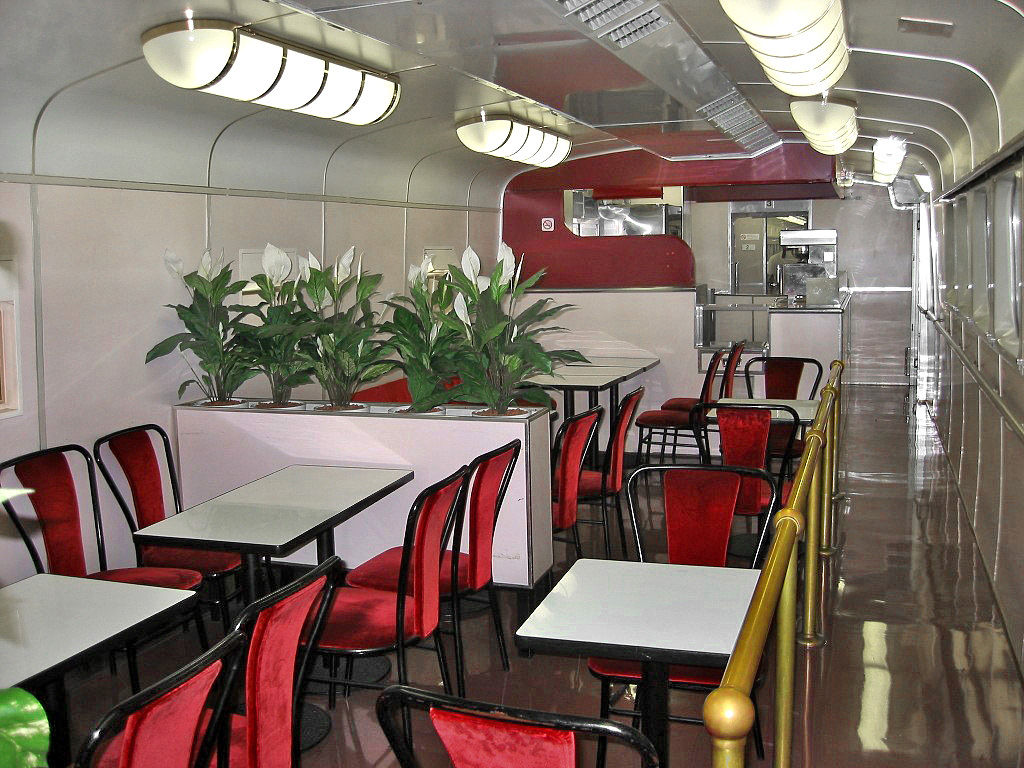
「西日本光」號的新型自助餐餐車用餐區

### 運行設備
除了興建新路線方面有爭論外，新幹線車輛所採用的動力方式也曾引起爭論。當時因為日本鐵路的長距離列車班次普遍使用鐵路機車來拖行其他無動力客車（即動力集中式），日本國鐵內部也有不少人支持新幹線列車採用這種動力方式。但島秀雄早在二戰前就對動力分散式設計進行研究，深切明瞭將動力模組分散在每一輛客車上能平均分配各車輛對路基的壓力，除了比較適合日本脆弱的地質，更能節省建築成本和路線維護開支。因此島秀雄決定採用動力分散式設計。
0系列車採全動力車編組，車輛採用兩輛為一單元的編組。設計極限容許在其中一個單元故障時，列車仍能以時速160公里駛上斜率25‰（千分之25，即每前行一公里就上升25米）的軌道。這也成為日後所有新幹線車輛的設計標準。
此外，由於列車高速運行時需要更長的距離才能完全停定（在來線車輛：600米，新幹線車輛：2.5公里），單靠駕駛的判斷也未必能及時避免意外發生。因此日本國鐵開發了自動列車控制裝置（ATC），除了協助駕駛調節車速外，當列車超速時，系統能強制減速，以確保行車安全。此外，為了更有效管理路線的日常運作，日本國鐵也開發了調度集中系統（CTC），將監察和管理線路上列車運行的工作統一由位於東京站附近的控制中心負責。

#### 電動機
初期製造車輛的主電動機為MT200型直流直卷電動機
，連續靜態輸出功率185千瓦（415 伏特，最大靜態輸出：204千瓦，轉速為每分鐘2,200圈），是日本當時功率最強的電力動車組用電動機。每輛車均安裝四台電動機，即每輛可提供740千瓦（≈1000匹馬力）動力。性能方面，以0系全動力車編組，平路上極速為時速235公里，在駛上斜率10‰的斜路時亦有時速196公里的極速。第4批車輛（1966年出廠）改用強化了絕緣設計的MT200A型。其後第15批車輛（1973年出廠）為了應付山陽新幹線隧道較長的環境和因車站距離縮短而需要更大的加速率，採用輸出功率更高（最大靜態輸出：225千瓦）的MT200B型。

#### 轉向架

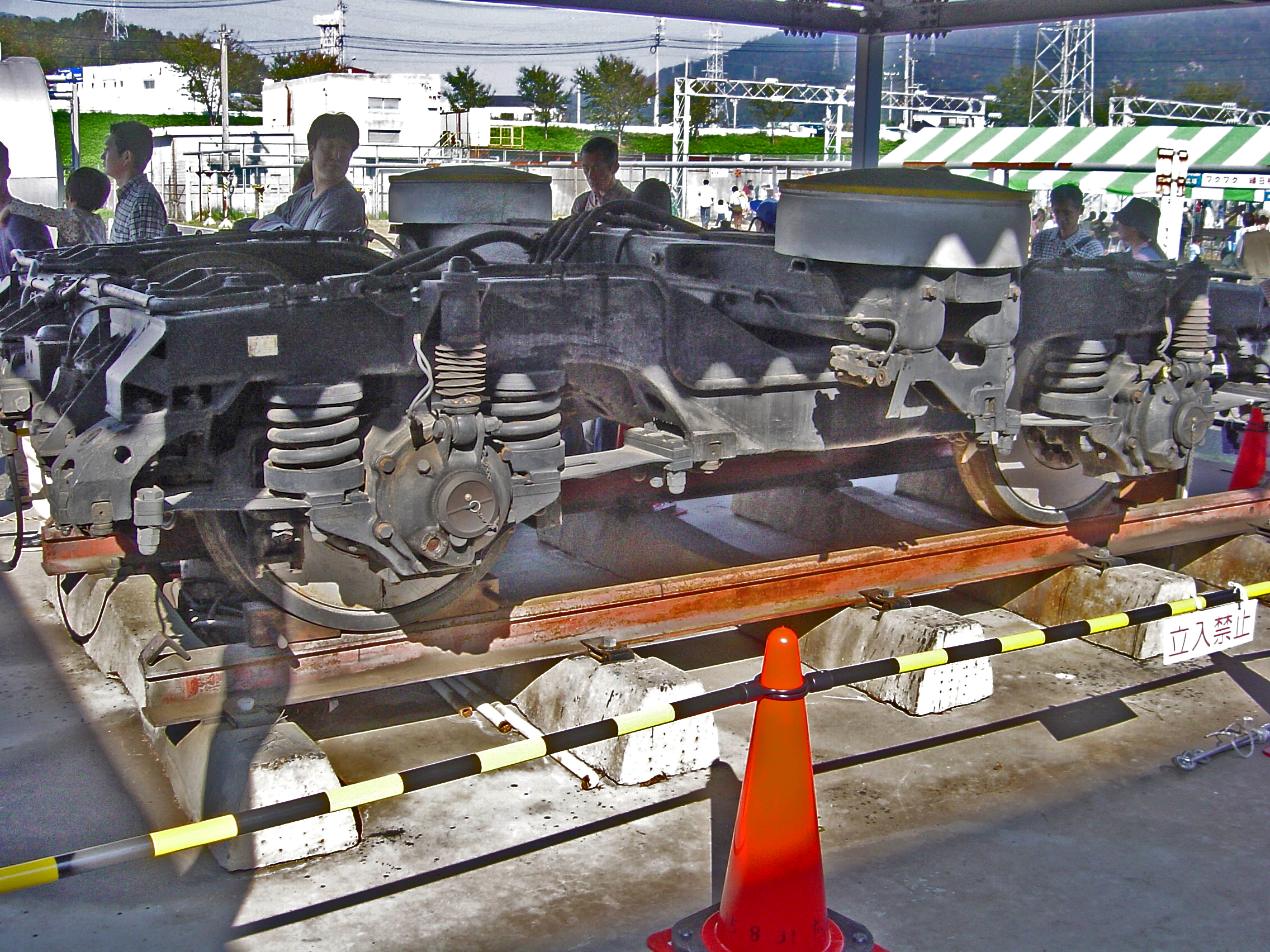
0系轉向架

列車高速運行時，傳統的轉向架會左右震動，除了減低舒適度外，更有翻側的危險。因此開發人員最終決定開發新幹線專用的轉向架。
0系的轉向架為DT200型（後期製造車輛採用改良型DT200A），是新幹線用轉向架的原始設計。轉向架以鋼板焊接組合而成，軸距長2,500毫米，較在來線車輛的轉向架長400毫米。車輪直徑910毫米，邊沿部分的斜率也較在來線車輛的車輪少。這些設計均能加強轉向架在高速情況下的穩定性。此外，日本國鐵在轉向架加上軸彈簧和空氣彈簧，以加強轉向架和車廂的穩定性。
軸彈簧
軸彈簧的設計參考了由德國國鐵棉登研究所在二戰前為客車開發，其後成為德國國鐵標準的棉登式軸彈簧。日本則於二戰後的1960年由住友金屬工業自行生產。0系採用的軸彈簧則以此為基礎作出改良，加入對前後方向和左右方向的彈簧，以吸收轉向架分別在加減速和高速運行時的擺動。這種軸彈簧按開發者姓名的第一個字母命名為「IS式」。
空氣彈簧
空氣彈簧採用由日本國鐵自行開發和改良，在日本國鐵車輛普遍使用的橫膈膜式空氣彈簧。除了能在行駛時吸收車廂的微細振動，在乘客上下車時更能自動調節車廂的高度。相對於以往的鐵路車輛，0系的空氣彈簧直接安裝在轉向架上，使彈簧的阻尼值和復原性更佳。
同時，由於列車需要長時間高速運行，車軸的軸承採用潤滑油式軸承，是首款採用的日本鐵路車輛。至於制動系統，請參閱控制及制動系統段落。

#### 電源

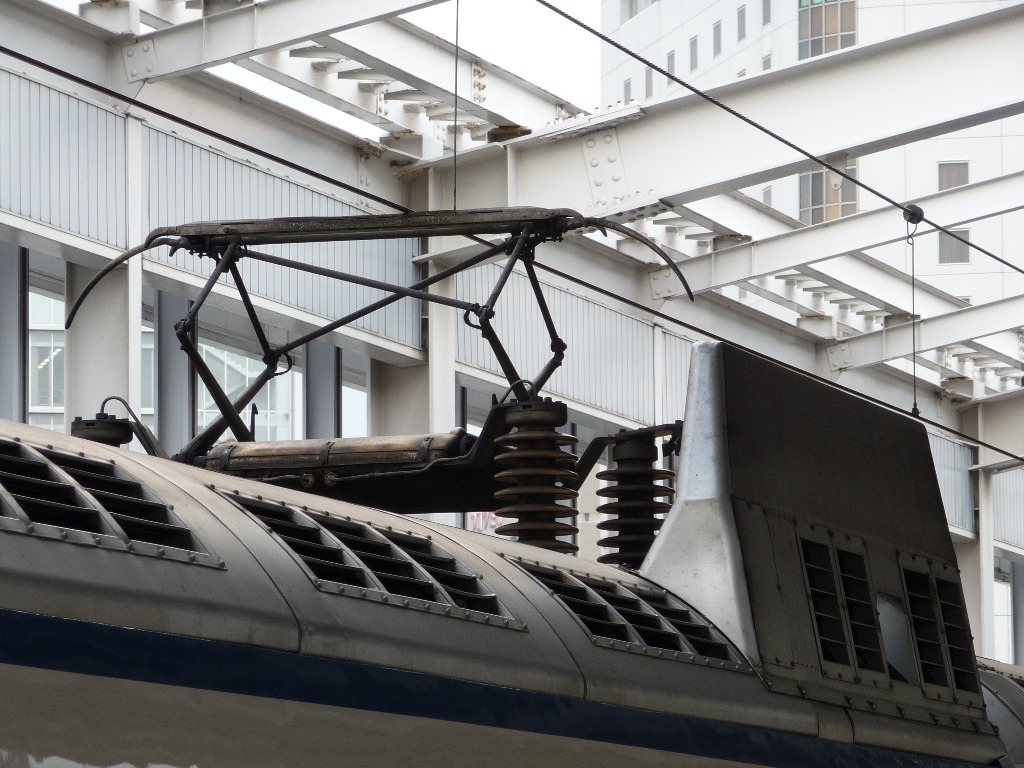
0系的菱形集電弓和其後加裝的集電弓蓋

0系車輛的電力來源是沿線的高架電車線，經車上的變壓器把25,000伏特交流電降壓後，可供車上大部分設備使用。至於需要以直流電電源運作的設備，其電源則會再經以矽製成的整流器處理後，才輸入那些設備內。日本在1960年代初已開始在交流電用電力機車和交直流兩用電力動車組上安裝車載整流器，已有一定經驗。
集電弓採用交差型框架設計，為日本鐵路車輛首次採用的設計，目的是減低列車行駛時受到的空氣阻力。但由於兩個原因，令0系成為新幹線車輛中唯一沒有在車輛間安裝特高壓引通線的車輛：
1. 東海道新幹線開業時，由於站內不能以同一相位供應電力給兩條相反方向的路線，故採用以升壓變壓器作為長距離輸送電力的方式（日本稱為「BT饋電方式（日语：BT饋電方式）」）。如列車間安裝了特高壓引通線，當列車在中性區加速，軌道上沒有列車和高壓電纜間完成迴路的電線，結果令集電弓和電纜產生電弧而燒斷電纜。這個問題其後透過引進以自耦變壓器作為長距離輸送電力的方式（日本稱為「AT饋電方式（日语：AT饋電方式）」）來解決站內電力相位不同問題，同時也取消了中性區。
2. 當解決站內電力相位不同問題後，日本有技術和設備可在0系車輛間安裝特高壓引通線。可是，因為0系的空調安裝在車輛頂部（肉眼看見的車輛頂蓋只是空調裝置的頂蓋而已），在0系車廂之間安裝特高壓引通線會產生絕緣問題和令修理空調的程序變得複雜，故最終日本國鐵放棄改裝計畫。[K 20]

結果，取而代之的是每單元均安裝一台集電弓，讓0系成為東海道、山陽新幹線單一列車擁有最多集電弓的型號。其後的100系和其他系列車輛均只需安裝2台集電弓。
JR西日本旗下的NH82編組是唯一有預留特高壓引通線安裝空間的0系列車，而其車廂間的電線蓋就成為此列車的最大特徵。但最終JR西日本也沒有為此列車安裝特高壓引通線。

#### 控制及制動系統
由於0系以兩輛車為一個單元，因此電動機控制器也是每兩輛共八台電動機共用一個。控制器採用低壓接點控制方式，是已在交流電用電力機車實驗過的技術。電力被降壓後不是被直接輸入電動機，而是輸入控制器，透過控制器對輸入電動機的電力進行調整，從而達到控制的效果。和類似的高壓接點控制方式比較，低壓接點控制方式不需要大型變壓器，有利0系減輕車體重量。至於不採用當時普遍的弱勵磁控制方式，則是因為列車可以從變壓器自由地獲得電壓，不需要像電阻式控制一樣，考慮減速時發動機產生的電壓不足，令控制器承受巨大的電壓差。經實驗測試，這個控制器的最高可控制的速度是時速167公里，更高的速度控制則需由自動列車控制裝置經制動系統調節。
0系的基本制動系統是碟式制動系統，制動碟外層為鑄鋼，內層則為燒結合金，由高壓空氣推動。但由於高速行駛時使用碟式制動會令制動碟和車輪強烈摩擦，除了會產生大量熱能，也會大大減低制動碟和車輪的壽命。因此0系的制動系統還加入了發電制動方式，減速時讓電動機變成發電機，將車軸的動能轉化為電能，為車上的電阻器的散熱扇提供能源。這種制動方式先前也曾在在來線車輛上應用，也同樣主要用於列車在高速行駛時。此外，設計人員曾為0系設計各式各樣的緊急制動系統，包括讓「光前頭」可以在緊急時利用液壓系統向前伸出，像飛機的減速板增加空氣阻力起減速之效；又或者可以在車側設置減速版。但是這樣的減速會引起令乘客不適的震盪和噪音，更會在車廂內產生過大的反作用力，因此棄用。
0系的制動系統曾出現新舊車輛不相容的問題。由於前述的多種原因，日本國鐵以新製的1000和2000番台車輛取代老化的0番台車輛。但兩者轉換制動系統（發電制動←→碟式制動）的速度有異，0番台車輛為時速50公里，1000和2000番台則為時速30公里。結果當兩者混編時，0番台車輛的發電制動失效時，1000和2000番台車輛的發電制動仍能正常運作，結果令後方0番台車輛停止減速，衝前撞向前方正在減速的1000和2000番台車輛。因為這個問題，曾令車長下車時失足跌倒受傷，車廂內的飲料翻倒。事件起初於1994年被報導，當時JR東海聲稱「車勾能承受逾100噸的撞擊力，故沒有問題」，反而受到乘客的強烈反彈。其後事件被傳媒廣泛報導，當中更有不少誇大問題和歪曲事實的報導。發現問題所在後，JR東海和JR西日本最終決定將所有車輛轉換制動系統的速度統一為時速30公里，才解決問題。

## 車輛型式

### 番台
0系38批車輛實際上可分為3個主要的番台區分，分別是「0番台」、「1000番台」和「2000番台」。除了使用的設備有別外，三種車輛所安裝的安裝的車窗和座位距離也有一些分別。其後JR西日本對1000番台和2000番台車輛的車廂進行改裝，這些車輛的番台編號也因此被更改:p. 77－79:p. 811－961。至於三種車輛的比較，請參閱下表：
| 番台     | 普通車廂               | 普通車廂 | 綠色車廂               | 綠色車廂  | 生產時間                      | 備註                 | 改裝後車輛番台      |
| 番台     | 車窗 （闊度）          | 座位距離 | 車窗 （闊度）          | 座位距離  | 生產時間                      | 備註                 | 改裝後車輛番台      |
| -------- | ---------------------- | -------- | ---------------------- | --------- | ----------------------------- | -------------------- | ------------------- |
| 0番台    | 大車窗 （1,460毫米）   | 940毫米  | 大車窗 （1,870毫米）   | 1,160毫米 | 第1－21批 （1964年－1976年）  |                      | 3000番台、 3030番台 |
| 1000番台 | 小車窗 （630毫米）     | 940毫米  | 小車窗 （850毫米）     | 1,160毫米 | 第21－29批 （1976年－1980年） | 更換老化 0番台車輛用 | 5000番台、 5030番台 |
| 2000番台 | 加闊小車窗 （720毫米） | 980毫米  | 加闊小車窗 （900毫米） | 1,160毫米 | 第30－38批 （1981年－1986年） | 更換老化 0番台車輛用 | 7000番台、 7030番台 |

- 註：車窗高度均為610毫米。
- 參考資料：[K 21][B 9]:p. 77－79[B 9]:p. 811－961

### 型號
忽略不同番台車輛的差異，0系車輛可分為以下16個型號：
| 型號        | 集電弓 | 座位級別      | 0番台 載客量                                                                 | 車廂設備                                                   | 廁所     | 廁所     | 廁所 | 廁所                                     | 備註                             |
| 型號        | 集電弓 | 座位級別      | 0番台 載客量                                                                 | 車廂設備                                                   | 和       | 洋       | 盤   | 洗                                       | 備註                             |
| ----------- | ------ | ------------- | ---------------------------------------------------------------------------- | ---------------------------------------------------------- | -------- | -------- | ---- | ---------------------------------------- | -------------------------------- |
| 15          |        | 綠色          | 64                                                                           | 服務員室、行李室                                           | 2        | －       | 1    | 2                                        |                                  |
| 15          | 1      | 綠色          | 64                                                                           | 服務員室、行李室                                           | 1        | 第22批起 | 1    | 2                                        |                                  |
| 16          | ●      | 綠色          | 68                                                                           | 服務員室、行李室                                           | －       | －       | －   | －                                       |                                  |
| 21          |        | 普通          | 75                                                                           | （車頭）控制室                                             | 2        | －       | 1    | 2                                        |                                  |
| 22          | ●      | 普通          | 80                                                                           | （車頭）控制室、服務員室                                   | －       | －       | －   | －                                       |                                  |
| 25          |        | 普通          | 100                                                                          |                                                            | 2        | －       | 1    | 2                                        |                                  |
| 25200       | 95     | 普通          | 服務員室、業務用室                                                           | 2                                                          | －       | 1        | 2    | 自第4批登場                              |                                  |
| 25200       | 95     | 普通          | 服務員室、業務用室                                                           | 1                                                          | 1        | 1        | 2    | 第30批起                                 |                                  |
| 25400       | 85     | 普通          | 商店、電話亭、車上售賣員準備室                                               | 2                                                          | －       | 1        | 2    | 自第10批登場，取代「回聲」號其中一輛餐車 |                                  |
| 25700       | 100    | 普通          |                                                                              | 2                                                          | －       | 1        | 2    |                                          |                                  |
| 25700       | 100    | 普通          | 1                                                                            | 1                                                          | 第10批起 | 1        | 2    |                                          |                                  |
| 26          | ●      | 普通          | 80                                                                           | 服務員室、業務用室（自動售賣機）                           | －       | －       | －   | －                                       |                                  |
| 26200 26700 | ●      | 普通          | 110                                                                          |                                                            | －       | －       | －   | －                                       | 0系載客量最高的型號              |
| 27          |        | 普通          | 85                                                                           | 業務用室、電話亭、車上售賣員準備室、休息室、職員用洗手間   | 1        | －       | 1    | 2                                        | 自第17批登場，與餐車組成一單元   |
| 35          |        | 普通 （餐車） | 40                                                                           | 自助餐餐廳（一半空間）、商店、電話亭、車上售賣員準備室     | 2        | －       | 1    | 2                                        | 自助餐餐廳設13個座位             |
| 36          | ●      | 餐車          | －                                                                           | 餐廳                                                       | －       | －       | －   | －                                       | 自第17批登場，餐廳設42個座位     |
| 37          |        | 普通 （餐車） | 43                                                                           | 自助餐餐廳（三分之一空間）、電話亭、業務用室、無障礙洗手間 | 1        | －       | 1    | 2                                        | 自第22批登場，自助餐餐廳不設座位 |
| 37500       | 38     | 普通 （餐車） | 自助餐餐廳（三分之一空間）、電話亭、業務用室、車上售賣員準備室、無障礙洗手間 | 1                                                          | －       | 1        | 2    | 自第27批登場，自助餐餐廳不設座位         |                                  |

- 註：和=蹲廁（和式坐廁）　洋=坐廁（洋式坐廁）　盤=男性用小便盤　洗=洗手盤
- 1000番台載客量和0番台相同，2000番台因加闊座位距離而則減少一排座位（普通車廂：5，綠色車廂：4）
- 參考資料：[T 1][B 9]:p. 77－79[B 9]:p. 811－961

## 各種編組方式

### 初期編組
初期0系均是12輛編組的列車，其編組編號是根據列車的製造商來編定。六家廠商的編組編號分別是：日本車輛製造－N；川崎重工業－R；近畿車輛－S；日立製作所－H；汽車製造－K；東急車輛製造－T（T11編組－）。初期編組的綠色車廂被編在7號和8號車，自助餐餐車則被編在5號和9號車。
其後因為列車班次的運用，令不同的列車有著不同的編組方式。如為了應付大阪萬博的人潮，「回聲」號用列車的綠色車廂減至一個而且位置不統一（7號或8號車），同時部分列車中的自助餐餐車被換上設有商店的普通車廂。而「光」號用列車編組則開始延長至16輛編組。
| ←新大阪方向 | ←新大阪方向 | ←新大阪方向 | ←新大阪方向 | 初期編組 | 初期編組 | 初期編組 | 初期編組 | 東京方向→ | 東京方向→ | 東京方向→ | 東京方向→ |                                                                                      |
| ----------- | ----------- | ----------- | ----------- | -------- | -------- | -------- | -------- | --------- | --------- | --------- | --------- | ------------------------------------------------------------------------------------ |
| 1 指        | 2 指        | 3 指        | 4 指        | 5 指食   | 6 指     | 7 指     | 8 指     | 9 指食    | 10 指     | 11 指     | 12 指     | 開業時編組方式 （「光」號、「回聲」號共用）                                          |
| 1 指        | 2 指        | 3 指        | 4 指        | 5 指食   | 6 指     | 7 指     | 8 指     | 9 指食    | 10 指     | 11 指     | 12 指     | 「回聲」號一輛綠色車廂編組 （綠色車廂位置：正規：8號車；臨時：7號車）                |
| 1 指        | 2 指        | 3 指        | 4 指        | 5 指     | 6 指     | 7 指     | 8 指     | 9 指食    | 10 指     | 11 指     | 12 指     | 「回聲」號換編設有商店的普通車廂（5號車） （綠色車廂位置：正規：8號車；臨時：7號車） |

圖例：■＝綠色車廂　白框＝普通車廂　食＝自助餐餐車　指＝全部為對號座位（指定席）
1971年12月15日（第12次批車輛製造途中），日本國鐵決定將所有車輛延長至16輛編組。同時更改0系的編組編號，將原有按製造商排列的編組編號改為以運用方式排列的編號。「光」號（ひかり，Hikari）用列車的編組編號是H，「回聲」號（こだま，Kodama）用列車的編組編號是K。

### H、NH編組
H和NH編組均是供「光」號班次使用的列車，均為16輛編組。全盛時期日本國鐵曾擁有99列，日本國鐵民營化後所有列車均分配給繼承東海道新幹線和山陽新幹線營運的JR 東海和JR西日本。編組中的8號車是餐車，9號車（後改為5號車）為自助餐餐車。綠色車廂有兩輛，初時編在11、12號車，100系投入服務後改編在9、 10號車。
其中96列（H1－96）是按照初期車體設計（0番台）製造的列車。其後因為列車老化，日本國鐵製造3列新列車（1000番台），以方便更換H編組中的老化車輛，即為首三列NH編組（初期稱為N編組，NH97－99）。此後，更換了部分車輛的H編組均改稱為NH編組。
在NH編組服務晚期，由於山陽新幹線的「光」號班次逐漸改以JR東海擁有較多的100系和300系為主力，JR西日本旗下的NH編組也服務東海道新幹線的「回聲」號班次，以平衡兩家公司新幹線列車的行車里程數。因此，JR西日本重組NH編組，以和JR東海「回聲」號用YK編組統一編組方式。其中綠色車廂自11、12號車改編在9、10號車，自助餐餐車則改為5號車。
最後一列退役的NH編組是JR西日本的NH32編組，服務後期是最後一列編有餐車的0系列車。現在該列編組已全數退役及被拆毀。
| ←新大阪、博多方向 | ←新大阪、博多方向 | ←新大阪、博多方向 | ←新大阪、博多方向 | ←新大阪、博多方向 | ←新大阪、博多方向 | H、NH編組 | H、NH編組 | H、NH編組 | H、NH編組 | 東京方向→ | 東京方向→ | 東京方向→ | 東京方向→ | 東京方向→ | 東京方向→ |                |
| ----------------- | ----------------- | ----------------- | ----------------- | ----------------- | ----------------- | --------- | --------- | --------- | --------- | --------- | --------- | --------- | --------- | --------- | --------- | -------------- |
| 1 自              | 2 自              | 3 自              | 4 自              | 5 指食            | 6 指              | 7 指      | 8 指      | 9 指      | 10 指     | 11 指食   | 12 指     | 13 指     | 14 指     | 15 指     | 16 指     | 1971年－1974年 |
| 1 自              | 2 自              | 3 自              | 4 自              | 5 指              | 6 指              | 7 指      | 8 食      | 9() 指食  | 10 指     | 11 指     | 12 指     | 13 指     | 14 指     | 15 指     | 16 指     | 1974年－1984年 |
| 1 自              | 2 自              | 3 自              | 4 自              | 5 自              | 6 指              | 7 指      | 8 食      | 9 指食    | 10 指     | 11 指     | 12 指     | 13 指     | 14 指     | 15 指     | 16 指     | 1984年－1995年 |
| 1 自×             | 2 自×             | 3 自○             | 4 自○             | 5食 自×           | 6 指×             | 7 指      | 8 食      | 9 指×     | 10 指○    | 11 指×    | 12 指○    | 13 指×    | 14 指×    | 15 指○    | 16 指○    | 1995年－1999年 |

圖例：■+食＝獨立餐車　■＝綠色車廂　白框＝普通車廂　自＝自由座位　指＝對號座位（指定席）　食＝自助餐餐車　×＝禁煙車廂　○＝可吸煙車廂　＝設有無障礙洗手間

### K編組
K編組是供「回聲」號班次使用的列車，和H及NH編組都是16輛編組。K編組在山陽新幹線（新大阪－岡山）開業時登場，全數共47列。
K編組主要由較早期製造（第13批或以前）的車輛組成，這些車輛都沒有安裝連續換氣裝置，不適合在隧道較長的山陽新幹線岡山以西路段行駛，因此K編組未曾駛進該路段。同時，因為山陽新幹線的各站停車班次是由「光」號（H及NH編組）負責，所以日本國鐵未有替K編組進行改裝工程。
由於K編組均是較早期製造的車輛，行駛一段時間後已出現老化的情況。因此日本國鐵自1979年起需要以新製的1000番台車輛取代因老化而需退役的車輛。但是因為更換車輛不是一個簡單的程序，而是需要以其他編組的車輛再編配，所以曾出現編入2輛自助餐車及編入1輛自助餐車和1輛商店車兩種不同的編組。此外，如列車更換了車頭，編組編號會加上50以玆識別。例如當K1編組的車頭換上新製車輛，就改稱為K51編組。
此後當2000番台車輛登場時，更出現以「光」號用H編組車輛來取代K編組的老化車輛的情況。此時的編組編號模式也是按照前述方法決定。1984至1985年，日本國鐵決定將所有K編組縮編為12輛編組，並改稱為S編組。從此K編組不再存在。
| ←新大阪、博多方向 | ←新大阪、博多方向 | ←新大阪、博多方向 | ←新大阪、博多方向 | ←新大阪、博多方向 | ←新大阪、博多方向 | K編組 | K編組 | K編組 | K編組 | 東京方向→ | 東京方向→ | 東京方向→ | 東京方向→ | 東京方向→ | 東京方向→ |
| ----------------- | ----------------- | ----------------- | ----------------- | ----------------- | ----------------- | ----- | ----- | ----- | ----- | --------- | --------- | --------- | --------- | --------- | --------- |
| 1 指              | 2 指              | 3 指              | 4 指              | 5 自              | 6 自              | 7 自  | 8 自  | 9 自  | 10 自 | 11 自     | 12 指     | 13 自食   | 14 自     | 15 自     | 16 自     |

圖例：■＝綠色車廂　白框＝普通車廂　自＝自由座位　指＝對號座位（指定席）　食＝自助餐餐車

### S、SK編組
S和SK編組是供「回聲」號班次使用的列車，是將K編組由16輛縮編至12輛而成。當時因為「回聲」號乘客量下降和日本國鐵財政緊絀，需將新製車輛數目減至最低以減省開支，因而決定將K編組縮編。
此外，日本國鐵也趁此機會重編K編組。除了將早期製造的車輛（包括編組中的35型餐車）抽出編組外，也重編其他車輛，令S、SK編組的車輛和K編組沒有任何關連。
和H、NH編組一樣，S、SK編組的差異在於編組的車輛。全數採用0番台的車輛是S編組，部分更換了較後期製造的1000和2000番台車輛的則是SK編組。
日本國鐵民營化後，列車分別由JR東海和JR西日本繼承。其中JR東海於1987年至1988年將旗下S、SK編組的中9、10號車升格為2+2座位的對號座位（指定席）車廂。此後於1989年至1991年，JR東海將S、SK編組再次增編至16輛編組，並改稱Y、YK編組。
至於JR西日本，則把座位全部升格為2+2座位和更新車體塗裝（採用100系的塗裝），然後將列車投入「西日本光」號班次的營運，至2000年被新開設的「光鐵路之星」號取代才退出服務。「西日本光」號列車分為兩種，雖同屬SK編組，但編組上有些不同。第一種是只編有1輛自助餐餐車（位於5號車，JR西日本稱為WK編組），第二種則編有1輛自助餐餐車和1輛電影院車廂（分別位於5號和7號車，JR西日本稱為WKV編組）。
電影院車廂是由27型普通車廂改裝而成，設有可轉動坐位、投射屏幕和擴音器。旅客可以在列車行駛博多站至西明石站間到那裡觀賞電影，初期收費600日圓，其後減價至500日圓，末期改為免費開放。不過很多乘客都忘記下車，需要補回車票。此後由於使用率下降，電影院的服務在1994年被取消:42。
| ←博多方向 | ←博多方向 | ←博多方向 | SK編組（JR西日本WK編組） | SK編組（JR西日本WK編組） | SK編組（JR西日本WK編組） | SK編組（JR西日本WK編組） | SK編組（JR西日本WK編組） | SK編組（JR西日本WK編組） | 新大阪方向→ | 新大阪方向→ | 新大阪方向→ |
| --------- | --------- | --------- | ------------------------ | ------------------------ | ------------------------ | ------------------------ | ------------------------ | ------------------------ | ----------- | ----------- | ----------- |
| 1 自      | 2 自      | 3 自      | 4 自                     | 5 自食                   | 6 自                     | 7 自                     | 8 指                     | 9 指                     | 10 指       | 11 指       | 12 指       |

圖例：■＝綠色車廂　白框＝普通車廂　自=自由座位　指＝對號座位（指定席）　食＝自助餐餐車　＝設有無障礙洗手間

### Y、YK編組
Y、YK編組是JR東海供「回聲」號班次用的列車，由S、SK編組增加4輛而成，以應付「回聲」號日漸上升的乘客量。
如前文所述，Y、YK編組中部分車輛因沒有安裝連續換氣裝置而不能駛進山陽新幹線岡山以西路段。如果編組中有這些車輛，列車的編組編號會加上50以玆識別。
Y、YK編組原則上只服務「回聲」號班次，但繁忙時期有時候會被用作服務臨時「光」號班次，並會在山陽新幹線路段行駛。
Y、YK編組和H、NH編組的不同之處是Y、YK編組只編上一輛綠色車廂和一輛餐車，而H、NH編組中則各有兩輛。而Y編組和YK編組的差異也和H、NH編組一樣，全數使用0番台車輛的稱為Y編組，而部分或全部換上新製的1000、2000番台車輛則稱為YK編組。
JR東海旗下最後一列0系列車是YK8編組，已在1999年9月18日服務了最後一班定期班次後退役。
| ←新大阪方向 | ←新大阪方向 | ←新大阪方向 | ←新大阪方向 | ←新大阪方向 | ←新大阪方向 | Y、YK編組 | Y、YK編組 | Y、YK編組 | Y、YK編組 | 東京方向→ | 東京方向→ | 東京方向→ | 東京方向→ | 東京方向→ | 東京方向→ |
| ----------- | ----------- | ----------- | ----------- | ----------- | ----------- | --------- | --------- | --------- | --------- | --------- | --------- | --------- | --------- | --------- | --------- |
| 1 自×       | 2 自×       | 3 自○       | 4 自○       | 5食 自×     | 6 自×       | 7 自×     | 8 指×     | 9 指○     | 10 指×    | 11 指×    | 12 指○    | 13 自×    | 14 自×    | 15 自○    | 16 自○    |

圖例：■＝綠色車廂　白框＝普通車廂　自＝自由座位　指＝對號座位（指定席）　食＝餐車　×＝禁煙車廂　○＝可吸煙車廂　＝設有無障礙洗手間

### R、WR編組
R、WR編組都是供「回聲」號用的6輛編組列車，實際上兩者的編組編號都是以"R"為開首。R、WR編組都是由JR西日本擁有，其中R編組是從NH編組改裝而成，WR（R50番台）編組是「西日本光」號的6輛編組的版本，其後被由「西日本光」號用SK編組改裝而成的WR（R60番台）編組取代。WR（R60番台）編組是0系最後維持服務的列車，也負責服務0系的告別班次。

#### R編組
1985年，100系投入服務，取代部分0系列車服務「光」號班次。日本國鐵決定將餘下的0系縮編為6輛（首列為R0編組），服務博多－小倉的「回聲」號班次，以應付該地區一直未能滿足的通勤和通學需求。當時日本國鐵稱這些列車為「迷你新幹線」，和現在的定義（山形、秋田新幹線，與在來線直通運行）不同。
1986年，為了和航空業競爭，日本國鐵決定將R編組的服務範圍擴充至整個山陽新幹線路段。為了應付這個計劃，日本國鐵一次增加20列R編組，原有的R0編組則改稱R21編組。日本國鐵民營化時，這些列車全數由JR西日本繼承。
1988年，JR西日本將其中4列R編組（R15、R2、R3、R1）提升為新製2+2座位，並改稱為WR編組（R51－R54編組），投入新開設的「西日本光」號服務。至1994年，R51編組被復原為R2編組，WR編組被取消。詳細請參閱WR編組一段。
1991年，JR西日本開設「穿梭光」號（シャトルひかり）班次，來往博多、廣島和岡山。至1997年取消時，一直都使用R編組列車服務。

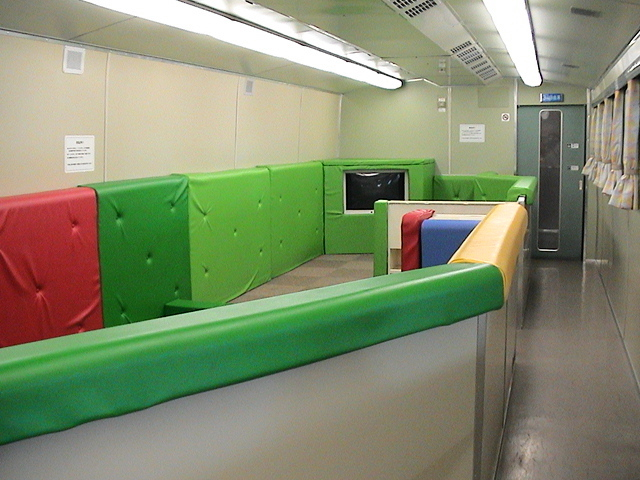
兒童樂園（こどもサロン）

1995年夏季，JR西日本在長假期期間開設「家庭光」號（ファミリーひかり）特別班次，將R22編組中的自助餐餐車（車輛編號：37-1505）的餐廳改裝成兒童樂園，獲得家長一致好評。因此JR西日本將R2和R24編組的餐車都改裝成兒童樂園，在長假期期間只服務「家庭光」號班次，並安排專業人員在區內照顧兒童。1998年至1999年間，JR西日本曾和任天堂64遊戲「阿邦阿卡大冒險」（バンジョーとカズーイの大冒険）合作，在R2編組的車身貼上該遊戲的人物作宣傳。2002年，兒童樂園隨著R2和R24編組陸續退役而被取消:45。
2000 年，JR西日本將「西日本光」號和「家庭光」號合併為「光鐵路之星」號，並改以8輛編組的700系7000番台服務。自此R編組數量逐漸減少，最後餘下的兩列R編組（R10、R18編組）在2005年3月服務山陽新幹線全線開業30週年的「光」號特別班次後退役。其中R10編組在當年秋季被拆毀，而R18編組則被保留在岡山運轉所作車掌培訓車輛，至2006年2月27日才被拆毀。

#### WR編組

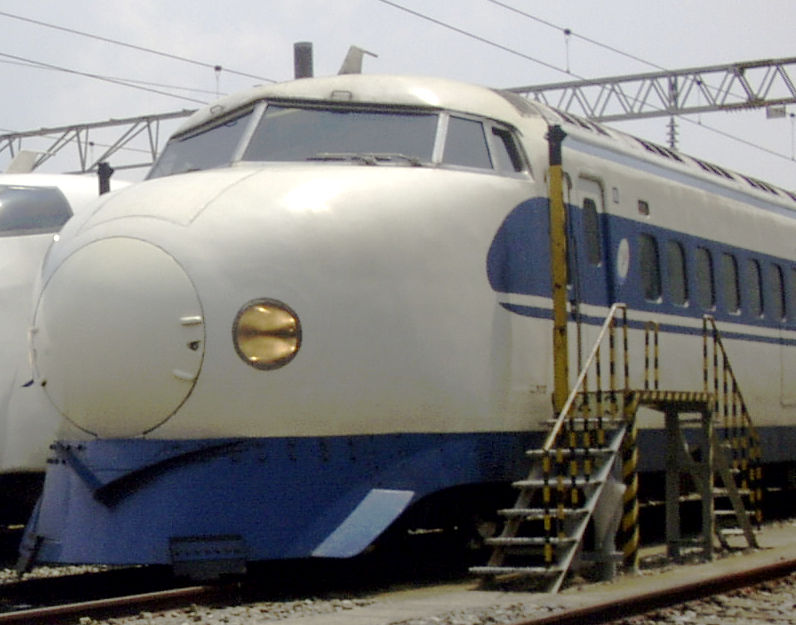
第一代「西日本光」號塗裝

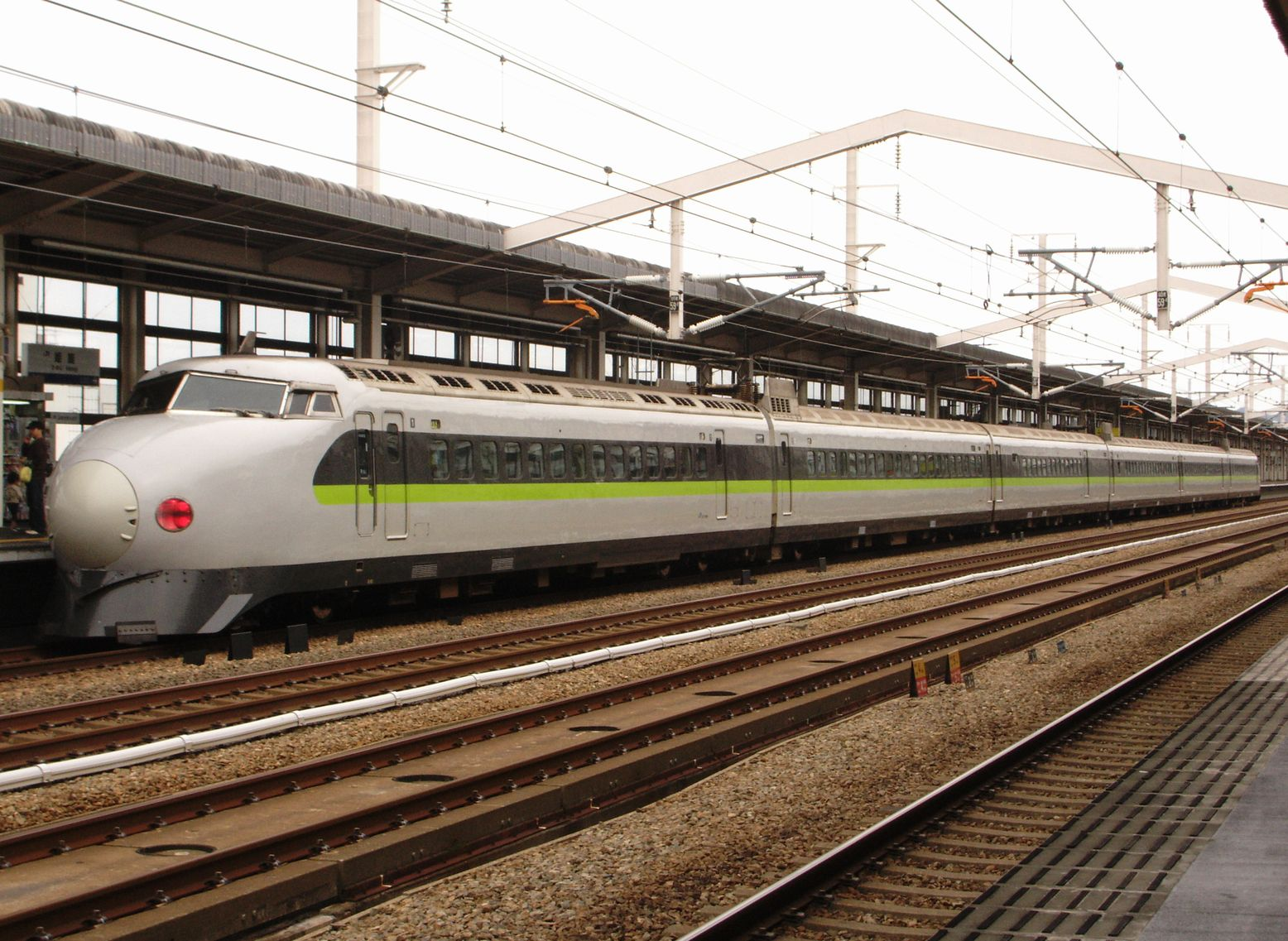
塗上更新塗裝的WR編組列車（攝於姬路站）

WR（R50、60番台）編組可分為兩代，均是曾供「西日本光」號用的列車。
首代WR（R50番台）編組有4列（R51－R54編組），由原有R編組提升而成，和「西日本光」號一起於1988年投入服務。由於「西日本光」號大受歡迎，更出現供不應求的現象，JR西日本於是在R52－R54編組加入2輛綠色車廂，其後更將列車回復為12輛編組的SK編組。餘下的R51編組主要服務清晨和深夜的班次，遇上需要加強運輸能力的情況時，則會和R23編組並聯行駛。而會使用這並聯列車服務的班次，會在時間表中寫上「部分日子會和回聲號6輛編組並聯行駛」（こだま型6両編組を併結する日があります），以玆識別。由於車勾設計只作緊急用途，兩列列車的車勾均需進行改裝工程以強化結構。1994年，JR西日本決定將R51編組還原為普通R編組，並改稱為R2編組。自此WR編組曾消失一段時間。
第二代WR（R60番台）編組於2000年登場。當時「西日本光」號被「光鐵路之星」號取代，JR西日本將其中設備狀況較佳的列車重組為6列6輛編組列車（R61－R66編組），服務「回聲」號班次。第二代的WR編組座位全採用2+2配置，並安裝了從100系拆除的車內資訊顯示器。由於WR編組得到乘客的正面評價，JR西日本其後於2001年至2002年將一些要退役的SK、R和Q編組的車輛改裝，並重組成兩列WR編組（R67、R68編組），令WR編組的數目增至8列。同時，為了增加載客量，部分WR編組列車中的餐車後來被換上普通車廂。令R62和R65編組成為0系最後編有餐車（但沒有營業）的列車。2002年5月，為了更新列車的形象，JR西日本決定為WR編組和100系V編組換上以灰色主色配上車窗下螢光綠色橫線的塗裝。
2006年，R65和R66編組首先退役拆毀。2008年3月14日，最後一列編有餐車的R62編組退役。3月15日訂正時間表後，每天動用WR編組的數目減至3列，以方便將3列服務告別班次的列車還原成開業時的塗裝（R61、R67和R68編組，詳細請參閱復舊工程段落）。更改塗裝期間的班次則由不更改塗裝的R63和R64編組代替。完成更改塗裝後，R63和R64編組分別於6月19日和5月19日相繼退役。剩餘的3列WR編組則一直服務至12月14日的告別班次為止。
| ←博多方向 R、WR編組 新大阪方向→ | ←博多方向 R、WR編組 新大阪方向→ | ←博多方向 R、WR編組 新大阪方向→ | ←博多方向 R、WR編組 新大阪方向→ | ←博多方向 R、WR編組 新大阪方向→ | ←博多方向 R、WR編組 新大阪方向→ | ←博多方向 R、WR編組 新大阪方向→ | ←博多方向 R、WR編組 新大阪方向→ |
| ------------------------------- | ------------------------------- | ------------------------------- | ------------------------------- | ------------------------------- | ------------------------------- | ------------------------------- | ------------------------------- |
|                                 | 1 自○                           | 2 自×                           | 3 自×                           | 4 指×                           | 5 自×                           | 6 自○                           |                                 |

圖例：全普通車廂　自＝自由席　指＝對號座位（指定席）　×＝禁煙車廂　○＝可吸煙車廂　＝設有輪椅座位和無障礙洗手間

### Q編組

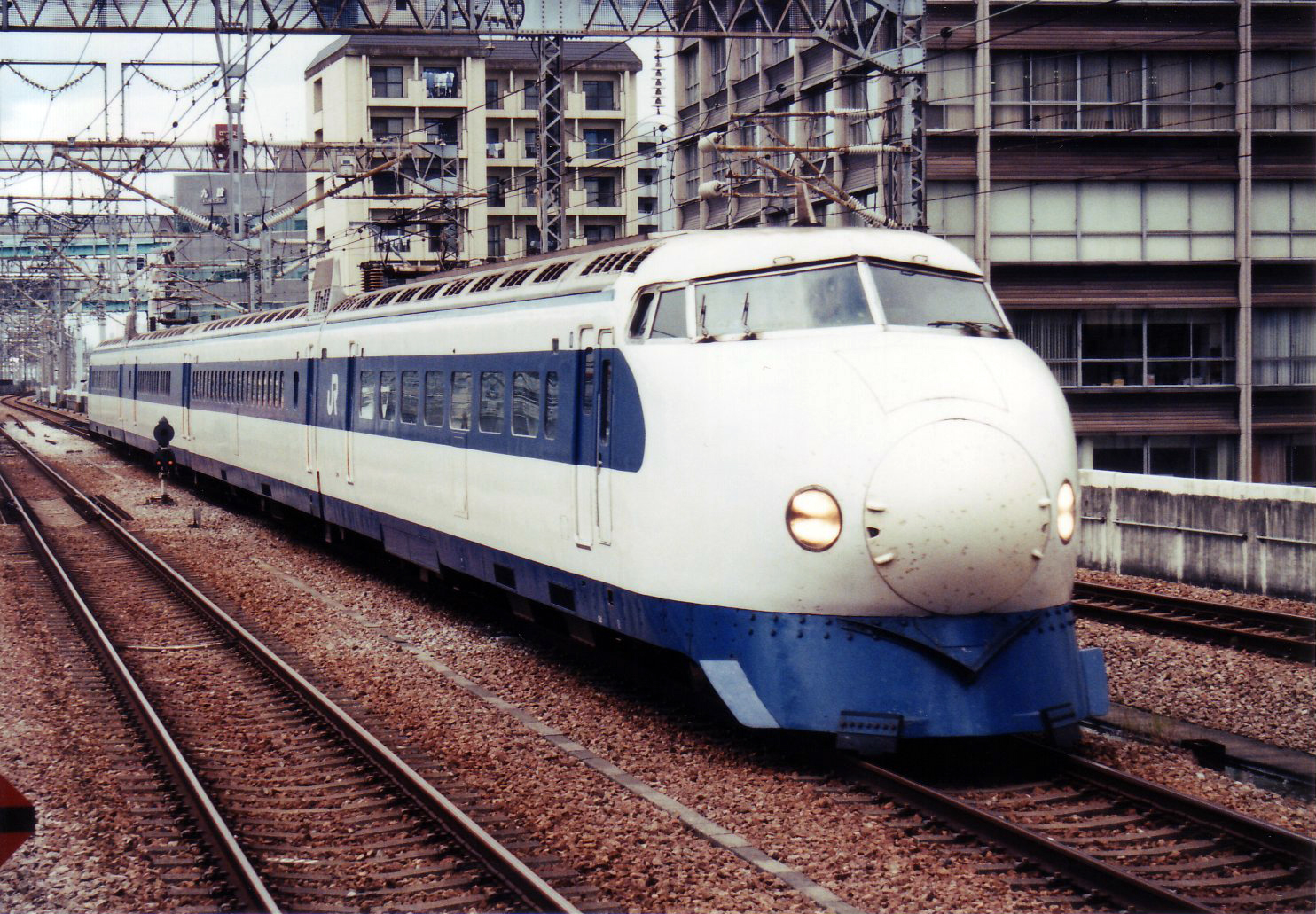
Q4編組（攝於1998年7月）

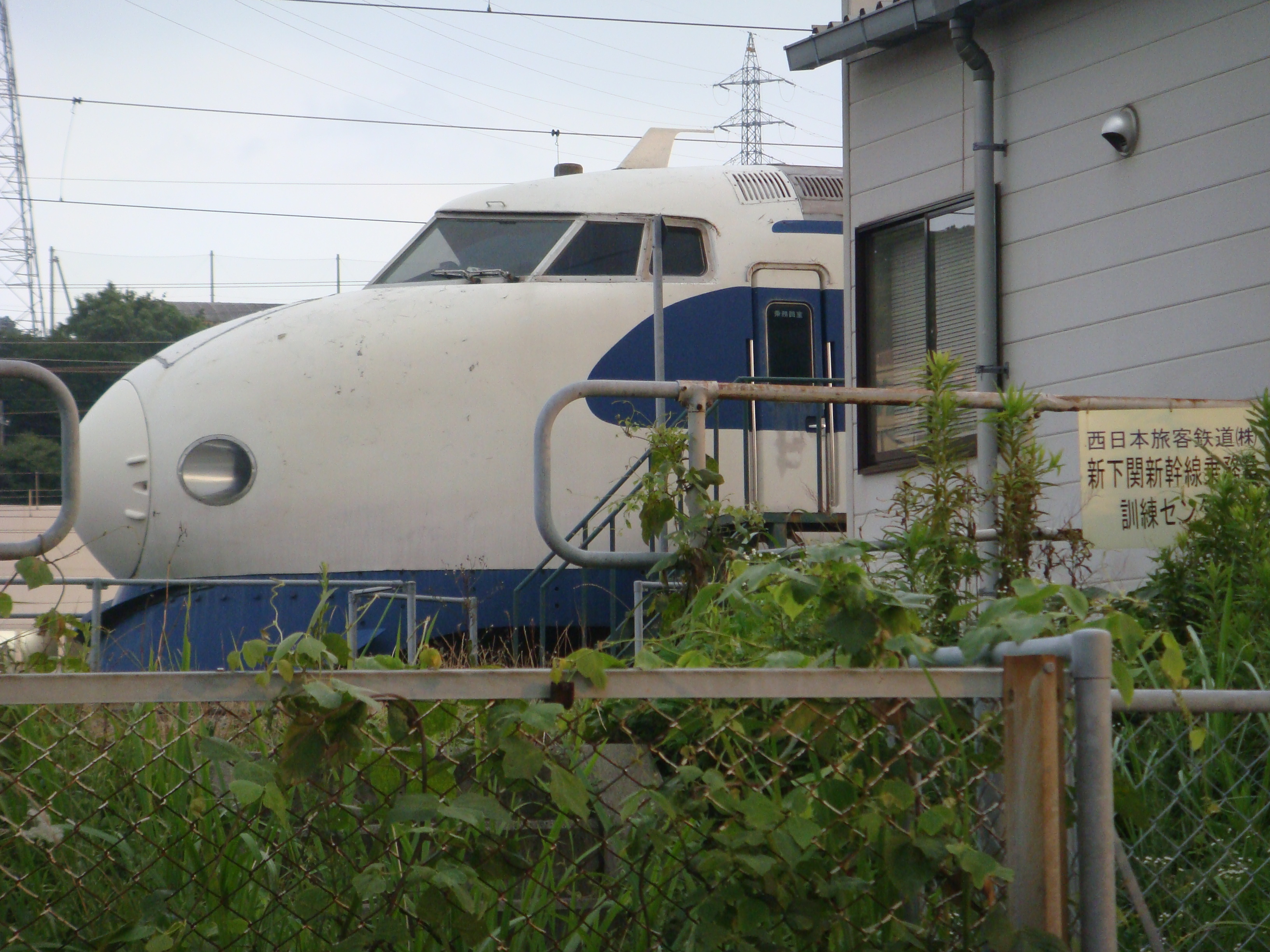
在新幹線乘務員訓練中心內的Q3編組

Q編組是供「回聲」號用的4輛編組列車，全數由JR西日本擁有。2000年代逐漸被100系P編組取代，現已全數拆毀退役。
為了提供來往博多、博多南線和小倉的短距離班次，JR西日本於1997年3月利用NH23 編組的車頭組成首列列車，當時編組編號為R51。列車全數為使用較小車窗的後期製造車輛，3號車則編上37型自助餐餐車，但自助餐服務一直沒有營業。其後再增加以H94和R21編組的車頭組成的R52、R53編組，則是兩邊車頭為早期的0番台，中間的車輛則是後期的1000、2000番台。（前述的R50 番台編組為6輛編組，於1994年被取消）
1997年11月29日訂正時間表後，山陽新幹線來往廣島、小倉和博多的班次全數改以這些4輛編組列車運行，這也是Q編組被容許的運行範圍。同時，JR西日本將編組編號更改為"Q"，並再增加一列Q編組，成為Q1－Q4編組。其後於2000年1月17日再投入以NH99和R5編組的車頭增編的2列Q編組，令Q編組的數目達到最高的6列。後期由於因為自助餐餐車的載客量不高，各編組陸續換上普通車廂。此外，也將老化嚴重的0番台車輛換上較新的1000、2000番台。最後還編有0番台的車輛為Q2編組。
2000年秋季，JR西日本將3列「超級光」（グランドひかり）號用的100系V編組縮編為4輛編組，以取代0系Q編組。自此以Q編組服務的班次大幅減少，其中Q5、Q6編組被擴編成為6輛編組的R編組。而Q編組中唯一還編有0番台車輛的Q2編組則首先於2001年3月9日退役。其他Q編組則於2001年10月1日訂正時間表後全數退出服務，大部分退役列車最後都被拆毀。但Q3編組則獲保留，2000年12月1日被編配在新下關站附近的新幹線乘務員訓練中心作為教材使用。隨著JR西日本宣布讓0系退役，2009年1月4日被一列100系P編組牽引到博多總合車輛所拆毀。
| ←博多方向 Q編組 新大阪方向→ | ←博多方向 Q編組 新大阪方向→ | ←博多方向 Q編組 新大阪方向→ | ←博多方向 Q編組 新大阪方向→ | ←博多方向 Q編組 新大阪方向→ | ←博多方向 Q編組 新大阪方向→ |
| --------------------------- | --------------------------- | --------------------------- | --------------------------- | --------------------------- | --------------------------- |
|                             | 1 自○                       | 2 自×                       | 3 自×                       | 4 指×                       |                             |

圖例：全普通車廂　自＝自由席　指＝對號座位（指定席）　×＝禁煙車廂　○＝可吸煙車廂

### 特殊編組
為了於1974年10月6日接送出席第61屆跨國會聯會（IPU）的出席者來往東京和京都兩個會議場地，日本國鐵該年製造了一列別名為「光號特別列車」（ひかりスペシャル）的H70編組，屬第18批車輛。這列12輛編組的列車除了頭尾4輛車外，其餘8輛均是綠色車廂。由於0系車輛以兩輛為一單元，會議後此編組中多出的綠色車廂被分配到因山陽新幹線延長至博多而增造的0系列車。而H70編組則加入新製的普通車廂，變回普通的H編組列車。

### 試製車輛

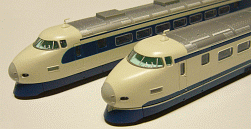
1000型的模型，左編是B編組的1003，右邊是A編組的1001

為了研究列車高速運行時所出現的現象，進而開發可靠的新幹線列車，日本國鐵旗下的鐵道技術研究所（鐵道總合技術研究所（JR總研）前身）和承造0系的公司製造了型號為「1000型」的實驗列車，並在先行建造的鴨宮實驗線區進行多次實驗以收集數據。為了比較不同的設計和組件，當時共有兩組列車：
- A編組：2輛編組（1001－1002），車身上下各塗上一條藍色幼線，和後來0系的塗裝不同。車頭燈是細長形設計，車頭側面安裝列車編號顯示器。
- B編組：4輛編組（1003－1006），塗裝和0系相同。於1963年3月30日以時速256公里成為當時世界上極速最高的鐵路車輛。

根據兩列實驗列車收集的數據，日本國鐵再以新設計製造了一列6輛編組的C編組（1011－1016）進行量產前最後試驗。東海道新幹線開業時，C編組再被編上6輛車輛，成為普通列車投入正常服務。現在C編組的部分車輛被靜態保存於大阪市港區的交通科學博物館。
量產車和實驗列車的相異之處：
- 放棄嵌入式車門設計，改用日本鐵路車輛常用的趟門（以提高車輛的氣密性）
- 駕駛室上方天線從棒狀改為流線型（倒"L"字型）
- 不採用B編組1004號車的六角形車窗設計
- 在車廂中間安裝緊急逃生門
- 進一步強化列車的排障器
- 放棄「光前頭」設計，原本安裝螢光燈的空間改為安放緊急用車勾（詳情請參閱車體外觀一段）

## 退役

### 復舊工程

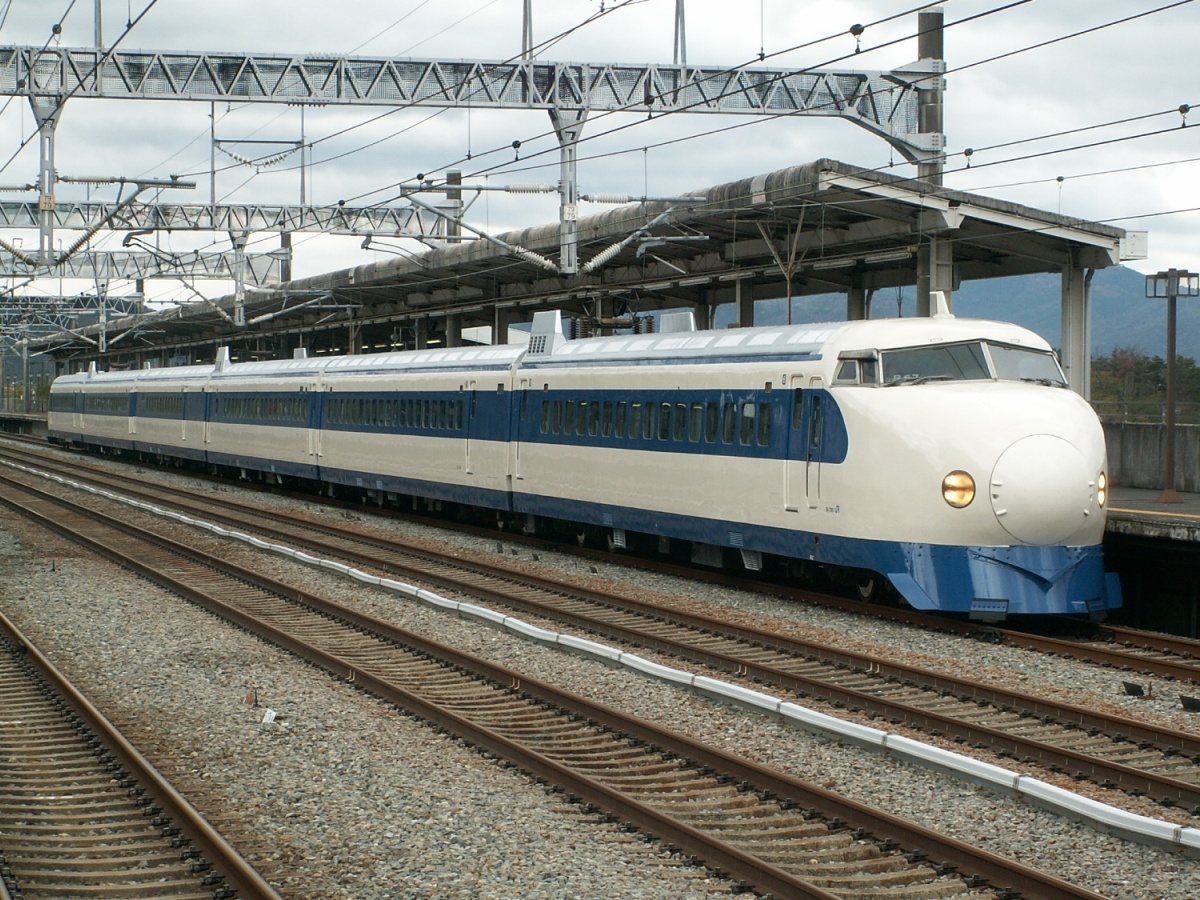
塗上開業時塗裝的R67編組

2008年2月27日，JR西日本宣布將預備用作告別班次的3列0系列車（R61、R67、R68編組）回復為新幹線開業時的塗裝。同年4月18日，首列0系完成塗裝投入服務，其餘2列也於6月20日前完成。其餘3列沒有還原塗裝的列車均於6月底退役。此外，JR西日本還把車廂內的提示鈴聲換回沿用至2003年的版本。但因為座位曾經改動，而且使用的塗料也和以前的有分別，故只能儘量貼近開業時的外觀和內裝:12－14。

### 最後定期班次

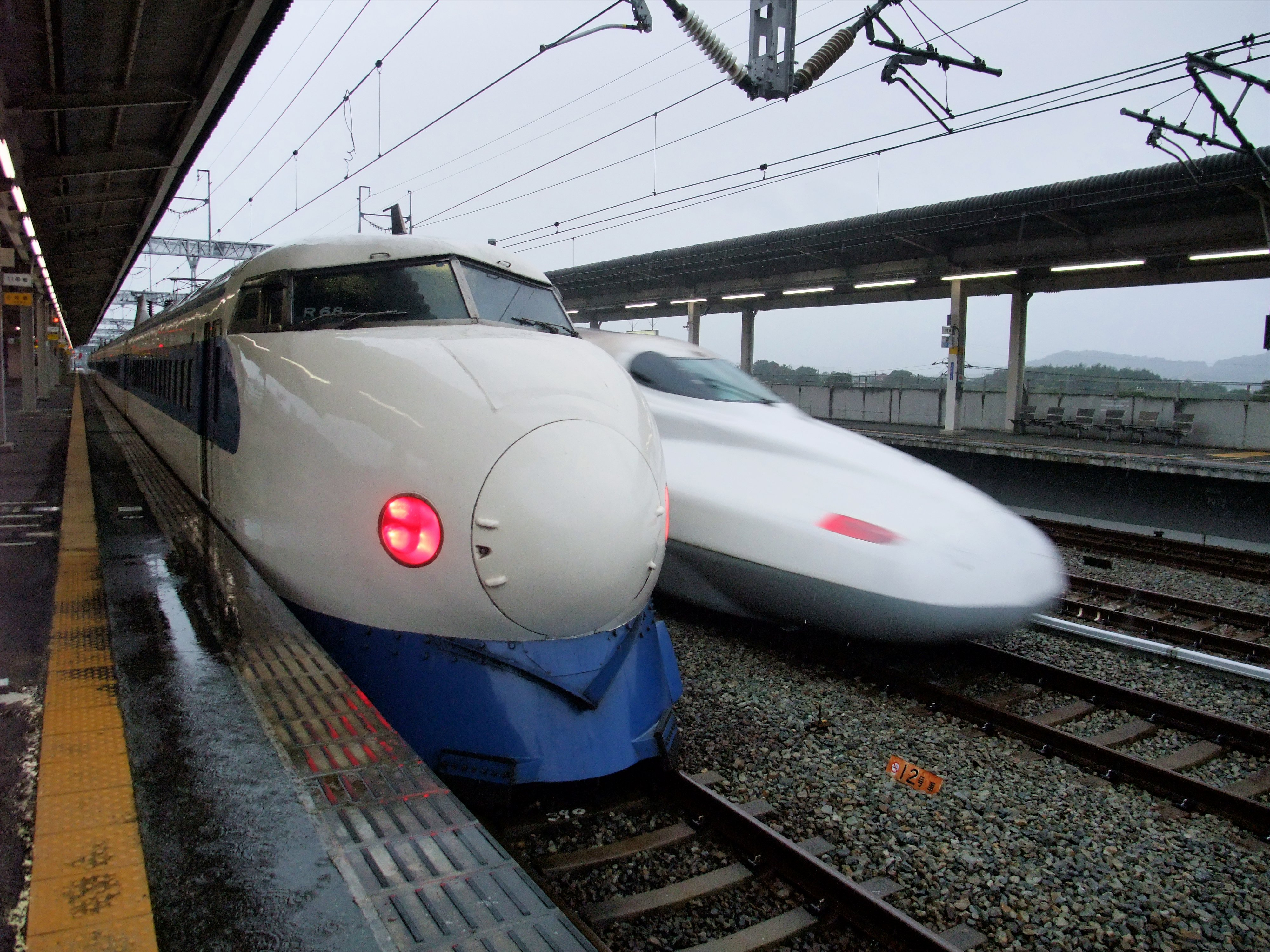
在東廣島站等待N700系駛過的0系

以下是2008年3月15日訂正時間表後0系服務的班次（日本時間，UTC+9，下同）。
圖例：↓為通過該站，▲為直通博多南線，×為最後一天服務沒有的班次，★為12月1日起由500系（V編組，8輛編組）服務的班次。
| 下行（博多方向） | 下行（博多方向） | 下行（博多方向） | 下行（博多方向） | 下行（博多方向） | 下行（博多方向） |
| 「回聲」         | 「回聲」         | 629號            | 639號            | 659號            | 769號            |
| 備註             | 備註             |                  | ▲★               | ▲★               | ▲×★              |
| ---------------- | ---------------- | ---------------- | ---------------- | ---------------- | ---------------- |
| 新大阪           | 開               | 6:12             | 7:59             |                  |                  |
| 岡山             | 到               | 7:22             | 9:37             |                  |                  |
| 岡山             | 開               | 7:23             | 9:38             | 14:51            |                  |
| 廣島             | 到               | 8:43             | 11:01            | 16:10            |                  |
| 廣島             | 開               | 8:44             | 11:10            | 16:11            |                  |
| 小倉             | 到               | 10:14            | 12:49            | 18:01            |                  |
| 小倉             | 開               | 10:21            | 12:50            | 18:02            | 18:36            |
| 博多             | 到               | 10:41            | 13:09            | 18:21            | 18:56            |

| 上行（新大阪方向） | 上行（新大阪方向） | 上行（新大阪方向） | 上行（新大阪方向） | 上行（新大阪方向） | 上行（新大阪方向） | 上行（新大阪方向） | 上行（新大阪方向） |
| 「回聲」           | 「回聲」           | 620號              | 638號              | 762號              | 674號              | 724號              | 682號              |
| 備註               | 備註               | ★                  | ▲★                 | ×★                 | ×                  | ▲×★                | ×★                 |
| ------------------ | ------------------ | ------------------ | ------------------ | ------------------ | ------------------ | ------------------ | ------------------ |
| 博多               | 開                 |                    | 9:19               | 18:04              | 18:42              | 19:12              |                    |
| 小倉               | 到                 | 9:38               | 18:24              | 19:03              | 19:33              |                    |                    |
| 小倉               | 開                 | 9:39               |                    | 19:04              | 19:34              |                    |                    |
| 廣島               | 到                 | 11:29              | 20:40              | 21:20              |                    |                    |                    |
| 廣島               | 開                 | 11:30              | 20:49              |                    | 23:15              |                    |                    |
| 福山               | 到                 | ↓                  | ↓                  | 23:58              |                    |                    |                    |
| 福山               | 開                 | ↓                  | ↓                  | 6:09               |                    |                    |                    |
| 岡山               | 到                 | 6:34               | 12:53              | 22:04              |                    |                    |                    |
| 岡山               | 開                 | 6:35               |                    | 22:05              |                    |                    |                    |
| 新大阪             | 到                 | 7:47               | 23:21              |                    |                    |                    |                    |

11月30日傍晚6時21分，0系最後一班定期班次——「回聲」659號抵達博多站，並於該站舉行儀式，結束長達44年的服務。而此班次在博多南線的服務則由一列100系P編組（4輛編組）代替。

### 告別班次
下行班次
- 新大阪→博多[JR 2]

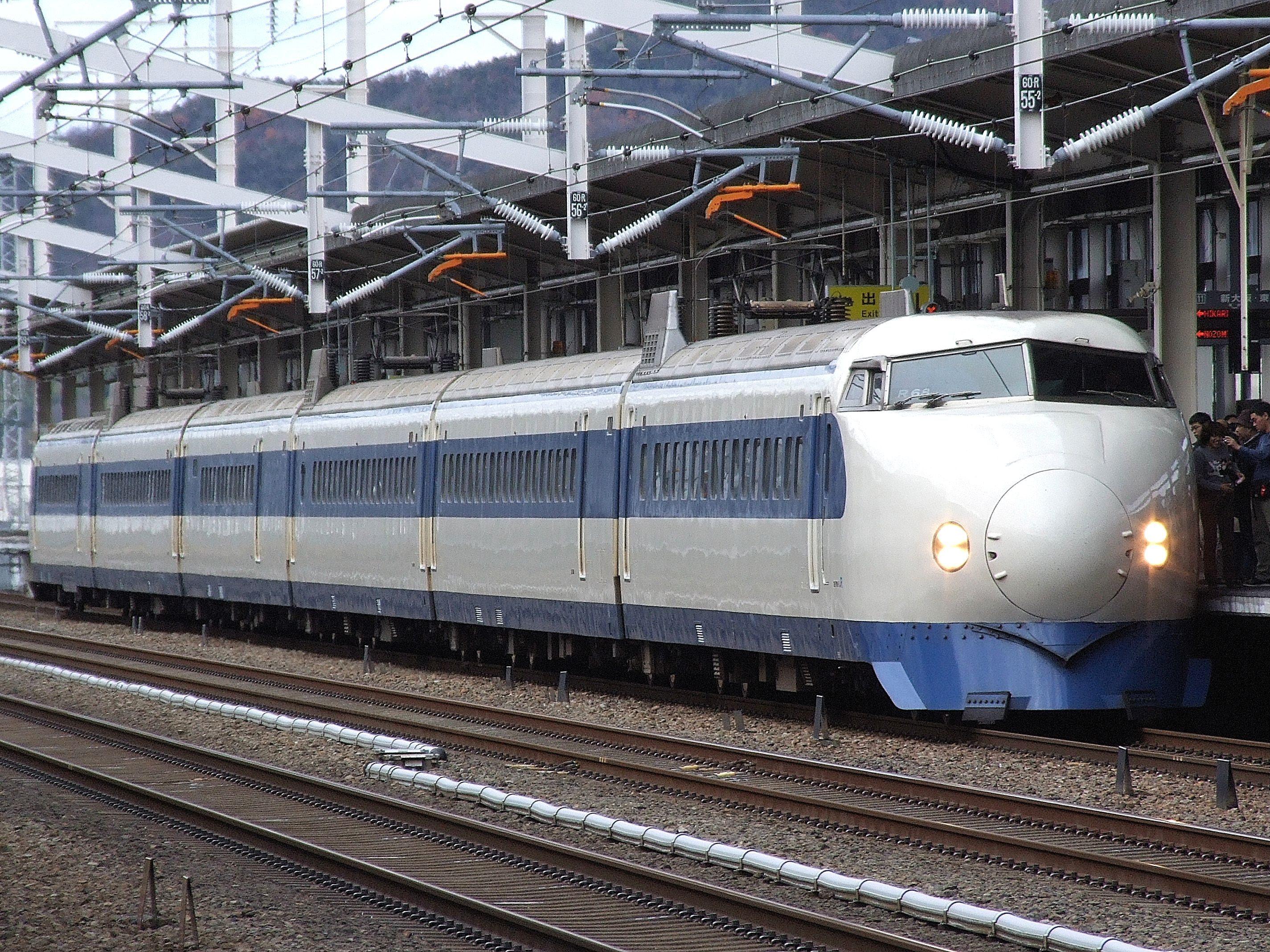
正在運行告別班次「光」340號的R68編組（2008年12月14日攝於姬路站）

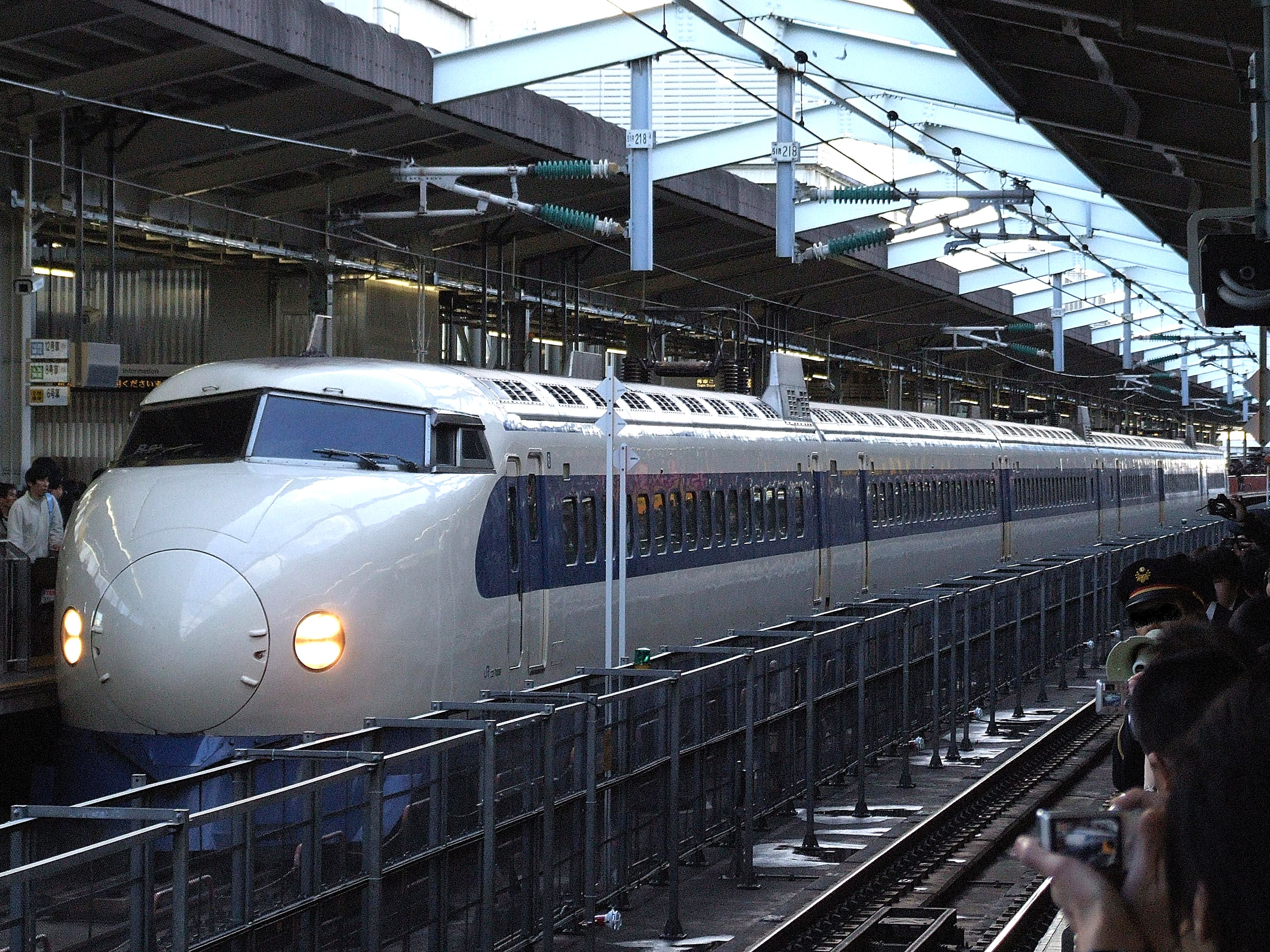
最終告別班次「光」347號的R61編組駛進新大阪站（攝於2008年12月14日）

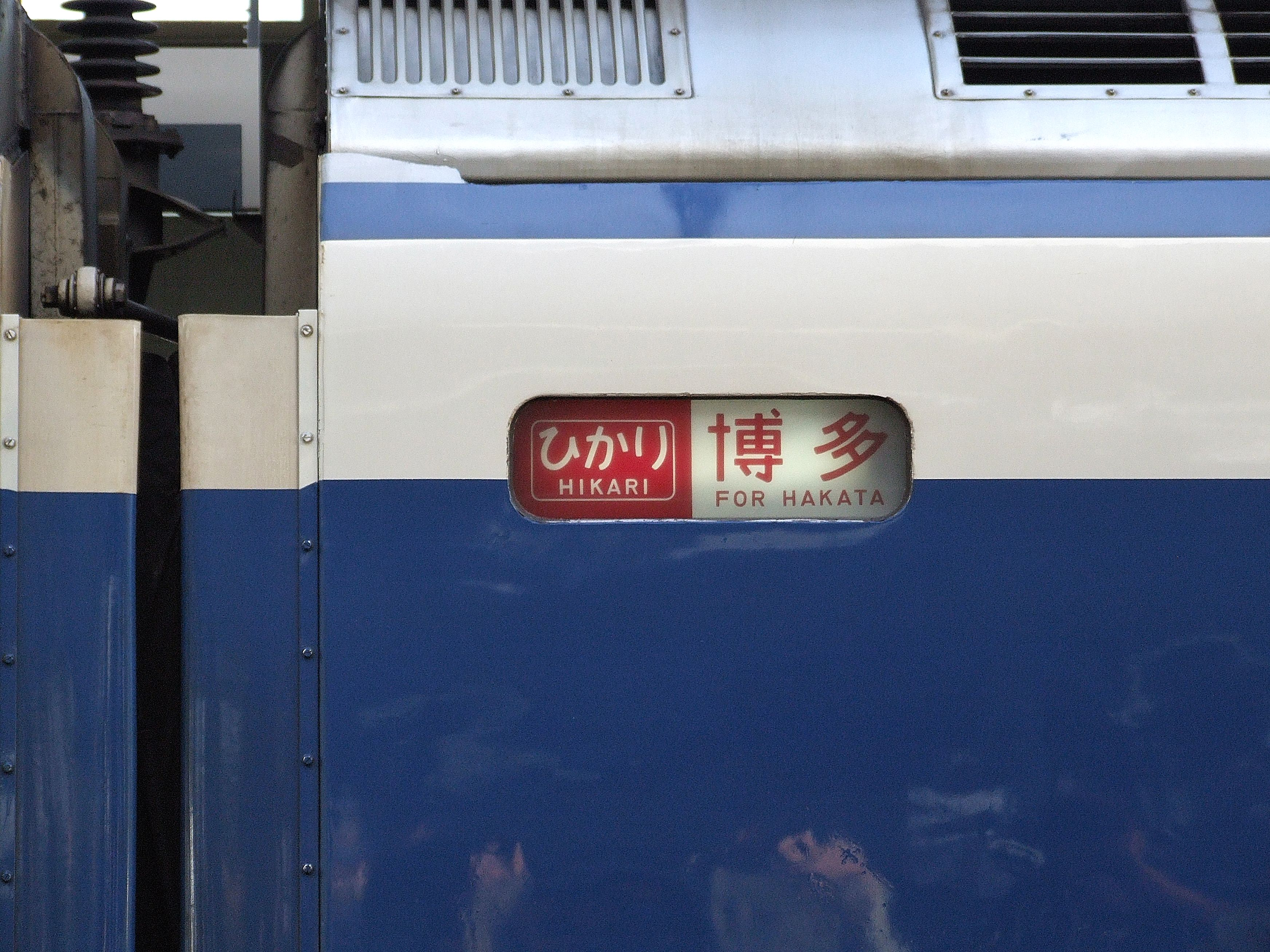
「光」347號所使用的方向幕（2008年12月14日攝於新大阪站）

  - 日期：12月6日、12月13日、12月14日
  - 班次編號：「光」347號
  - 行車時刻表：新大阪14:56開→岡山15:45到（15:46開）→廣島16:31到（16:41開）→小倉17:40到（17:41開）→博多18:01到
- 廣島→博多[JR 3]
  - 日期：12月13日
  - 班次編號：「光」355號
  - 行車時刻表：廣島14:42開→德山15:10到（15:16開）→新山口15:32到（15:40開）→小倉16:07到（16:08開）→博多16:30到

上行班次
- 博多→新大阪[JR 2]
  - 日期：12月14日
  - 班次編號：「光」340號
  - 行車時刻表：博多8:06開→小倉8:26到（8:33開）→德山9:12到（9:18開）→廣島9:45到（9:56開）→三原10:19到（10:32開）→岡山11:03到（11:04開）→姬路11:29到（11:34開）→新大阪12:05到
- 博多→廣島[JR 3]
  - 日期：12月13日
  - 班次編號：「光」356號
  - 行車時刻表：博多10:12開→小倉10:32到（10:33開）→新山口10:56到（10:57開）→德山11:13到（11:18開）→廣島11:45到

2008年12月14日下午2時56分，0系最後的告別班次「光」347號（讀音和日語的「再見」相近）載著約400名乘客和網上收集到的5,460則留言，從新大阪站開出前往博多站。此班次由R61編組服務，車上服務員均穿上山陽新幹線開業時的制服，而乘客則獲贈紀念車票。列車開出前舉辦了出發典禮，有約2,800名鐵道迷參與。列車途中在廣島站也有告別儀式。傍晚6時1分，「光」347號抵達博多站，並在該站舉行告別儀式。最後0系在1600人的歡送聲下駛離博多站，為44年的長期服務畫上完美的句號。
而在12月14日當天，Google在日語版首頁的標誌被換上0系新幹線的圖片 （页面存档备份，存于），以紀念0系新幹線的服務。這次改動由Google內部喜歡鐵道的工程師提出和實行，圖片則由川島優志提供。

## 保存車輛
- 21-1、22-1、16-1、35-1：京都府京都市下京區京都鐵道博物館（原交通科學博物館（日语：交通科学博物館）展示車輛）
  - 這四輛車輛是首列出廠列車的組成部分，已於1965年獲鐵道友之會頒發第8屆藍絲帶獎，並於2007年8月被列為日本機械遺產[O 2]，其後於2008年10月被JR西日本指定為鐵道紀念物。
- 22-2：大阪府吹田市JR西日本社員研修中心
- 21-2：埼玉縣埼玉市大宮區鐵道博物館
  - 21-2原與22-2一同被保存在JR西日本社員研修中心，其後於2008年8月轉贈予鐵道博物館。搬運過程歷時四日，8月27日吊運上牽引架，28日凌晨運往神戶港登船，31日抵達大宮綜合車輛中心（日语：大宮総合車両センター）[N 12]，在中心內完成復原車輛外觀及內部裝潢後，於2009年9月13日搬入鐵道博物館新展覽樓，並自10月21日起公開展出[JR 8]。
  - 21-2及22-2均由日本車輛製造，初期稱為N2編組，1972年改稱為H2編組。1977年退役後，翌年成為日本國鐵關西鐵道學園（即現JR西日本社員研修中心）的駕駛訓練設備。這兩輛車輛未有進行任何改裝，仍維持著1964年新幹線開業時的設計。
- 21-25（只有前半段車身）：埼玉縣埼玉市大宮區鐵道博物館
  - 21-25原於交通博物館展出。交通博物館關閉後被遷往新建的鐵道博物館繼續展出。
- 22-56（只有前半段車身）：北海道中川郡池田町酒之國
- 21-59：靜岡縣富士市新通町公園
  - 根據公園的告示板說明，該公園是首個展出新幹線車輛的公園。
- 21-73：大阪府攝津市新幹線公園
- 22-75：東京都青梅市青梅鐵道公園
  - 曾以200系的綠色塗裝展出，後來在公園設備整修時塗回原有塗裝。
- 22-77：福岡縣福岡市早良區五月幼稚園
- 21-86、22-86、36-84、37-2523、16-2034：靜岡縣濱松市中區JR東海濱松工場
  - 除了22-86外，其他4個車廂均在2011年開館的JR東海磁懸浮・鐵道館內展出[JR 9]。
- 21-100：東京都昭島市昭島市民圖書館躑躅丘分室（昭島市躑躅丘公園內）
- 21-141（只有前半段車身）：愛媛縣西條市四國鐵道文化館
  - 2007年10月前存放於四國旅客鐵道（JR四國）多度津工場內。此展出是要紀念出生於西條市，被稱為「新幹線之父」的第4任日本國鐵總裁十河信二。
- 22-1003（只有前半段車身）：京都府龜岡市鐵道歷史公園
- 21-2023（只有前半段車身）：東急車輛製造 橫濱工場
  - 21-2023原於JR東海佐久間鐵路公園（日语：佐久間レールパーク）展出，公園關閉以後JR東海轉贈予東急車輛製造，成為該公司第3號遺產[O 9]。

- 22-2029（JR東海YK8編組16號車廂）：愛知縣豐川市日本車輛製造豐川製作所
- 22-7007（原型號：22-2022→22-7036）：大阪府吹田市
  - R68編組的6號車廂。預定於吹田貨物站重建後永久展出，2009年6月16日被移往工地暫存[N 13]。
- 21-7008（原型號：21-2012→21-7034）：兵庫縣神戶市川崎重工業兵庫工場
  - R61編組1號車廂（川崎製）。預定不會公開展出，只會作為該工場製造的車輛資料而被保留。
- 21-7038（原型號：21-2026）（只有前半段車身）：兵庫縣神戶市中央區神戶海洋博物館「川崎世界」

曾被保存，但現已被解體的車輛
- 21-37、22-37、35-73、26-73：S7編組（其後的H33編組）其中四個車廂。曾被保留於東京都國分寺市的中央鐵道學園（日语：中央鉄道学園）中，學園關閉後所有車輛均被解體。
- 22-73：曾在沖繩縣宜野灣市中央鐵道學園中（日语：沖縄コンベンションセンター）內展出，但因鹽害嚴重，已於1998年12月底被拆卸。

參考資料：

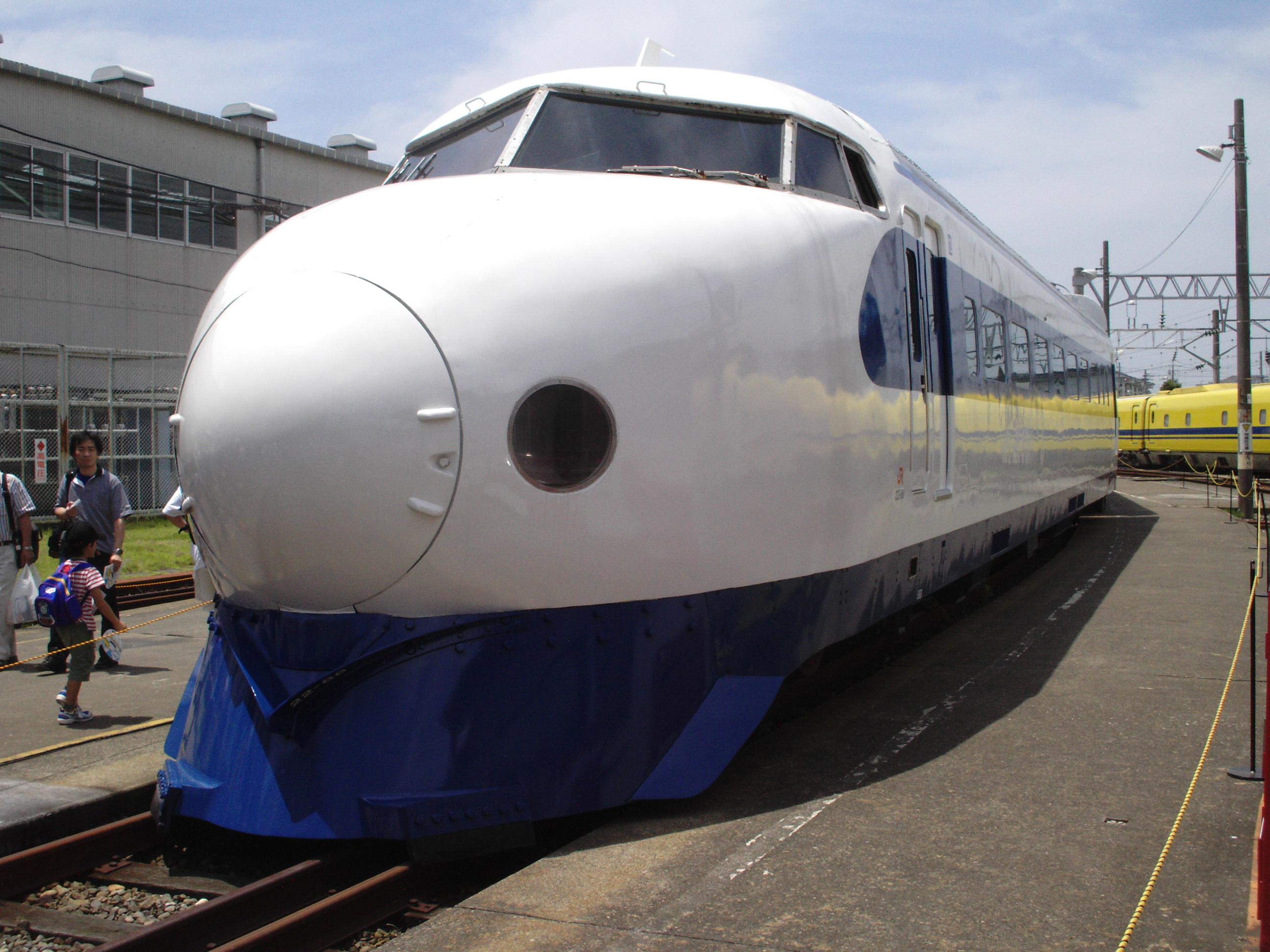
在JR東海濱松工場展出的22-86

### 海外保存
日本以外只有 2 条新干线。
- 22-141：英國約克郡大英鐵路博物館[N 5]。
  - 和21-141均是Q2編組的車頭。2001年由西日本旅客鐵道（JR西日本）贈予。[N 6]
- 21-5035（原型號：21-1032）：台灣台南市高鐵台南站花魁車地景公園
  - 由JR西日本贈予獲得台灣高速鐵路合約的TSIEC財團（JR西日本是成員之一），2004年運到台灣用以測量路線的建築界限和確認路線適宜運行[T 2]，由於21型車頭沒有集電弓，不能自力行駛，故需要機車在後方推動車輛[B 13]:10－13[N 14]。高鐵通車後曾長期置於新竹縣竹北市高鐵新竹站旁的高鐵六家基地內，2012年TSIEC財團將此車無償贈與台灣高鐵公司，2018年由台灣高鐵公司委託國立科學工藝博物館進行考據與維修調查研究，2019年底完成修復暫存於燕巢總機廠，2023年12月22日於臺南市歸仁區高鐵臺南站花魁車地景公園亮相[N 15]。

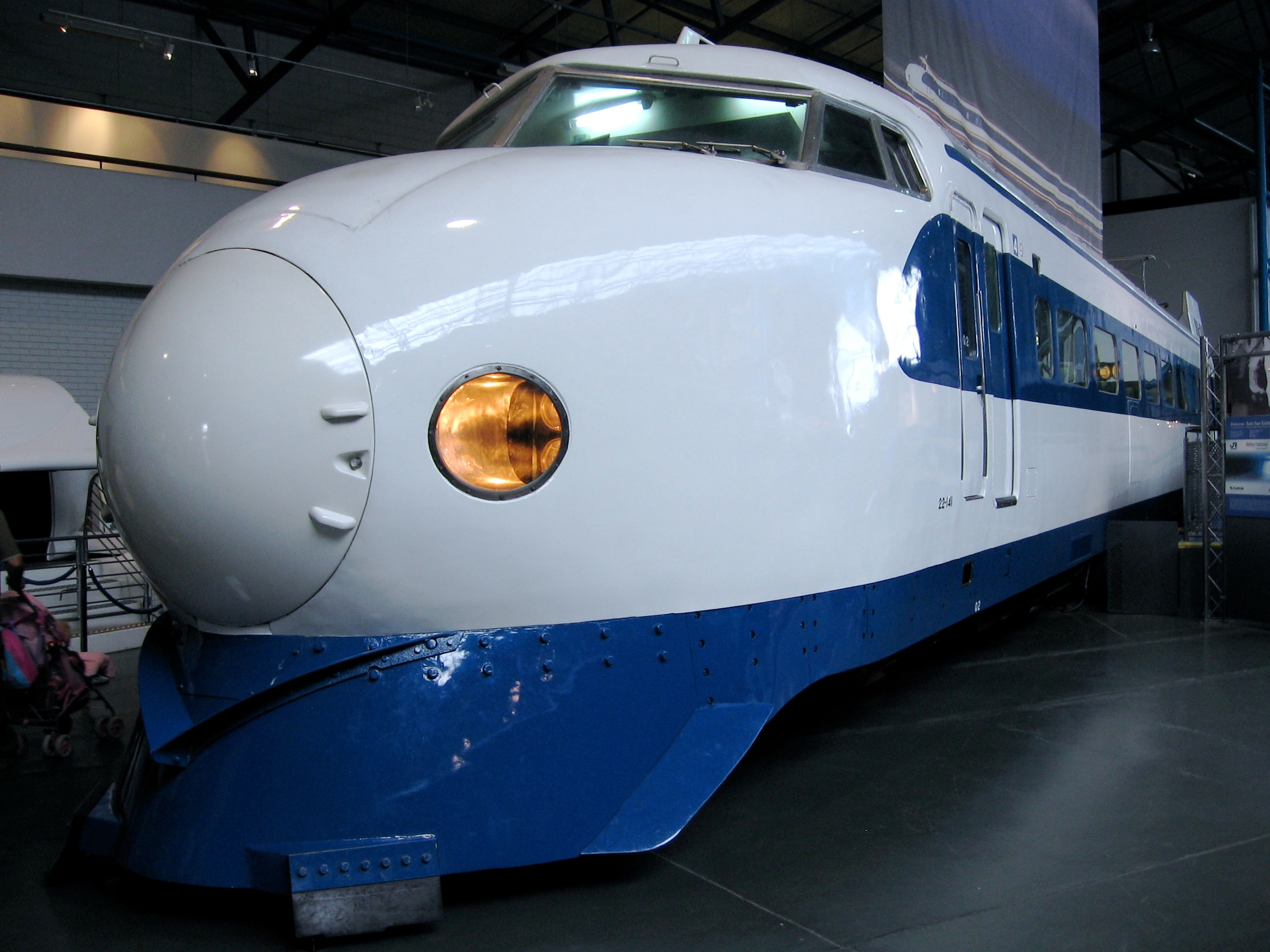
在大英鐵路博物館展出的22-141
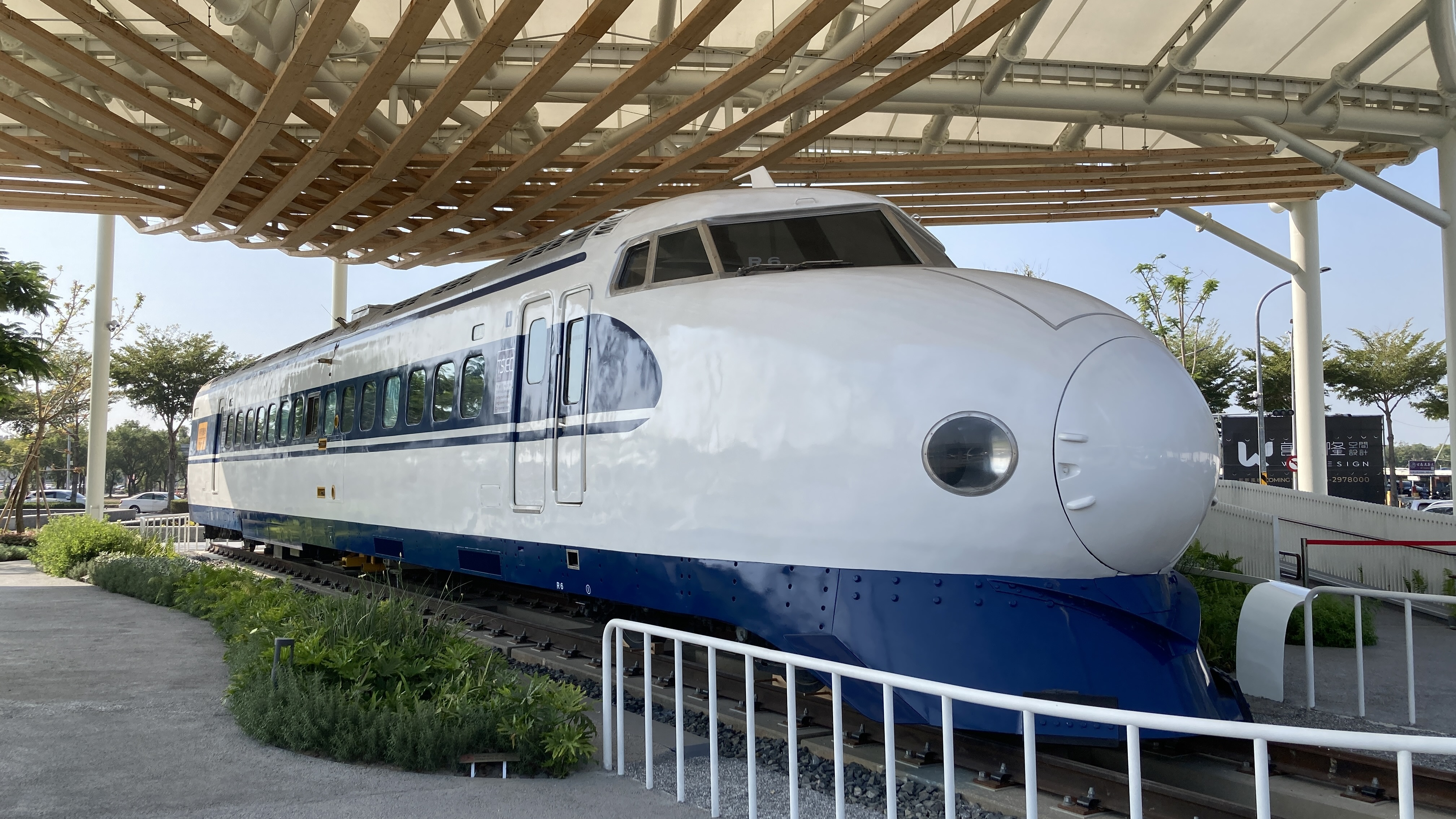
在花魁車地景公園的21-5035，台灣高速鐵路建築界限測量車。

## 外部連結
- 「東海道新幹線特集」 （页面存档备份，存于） - 日立評論1964年5月号
- （日語）.   [2008-11-09]. （原始内容存档于2012-03-23）.
- （日語）新幹線廣播鈴聲一覽 （页面存档备份，存于）